# Nogometno prvenstvo Jugoslavije – 3. ligaški rang
Treći nogometni rang SFRJ nekoliko je puta mijenjao format i imena. Samo u jednom izdanju (1950.) je predstavljao jedinstvenu ligu (3. savezna liga), dok je veći dio svog postojanja bila podijeljena na više zonske lige, odnosno na 8 republičkih liga i konačno na 4 međurepubličke lige.

## Format natjecanja
Tijekom godina mijenjan je format natjecanja i broj klubova. 
- 1946./47. − podsavezne lige
- 1947./48. − 1948./49. − republičke lige
- 1950. − jedinstvena liga
- 1951. − republičke lige
- 1952. − 1. razred podsaveznog prvenstva
- 1952./53. − podsavezne lige
- 1953./54. − regionalne lige
- 1954./55. − republičke lige
- 1955./56. − 1957./58. − međupodsavezne lige
- 1958./59. − 1972./73. − zonske lige
- 1973./74. − 1987./88. − republičke lige
- 1988./89. − 1991./92. − međurepubličke lige

## 3. rang po sezonama
| Format                          | Sezona    | Pobjednici lige | Pobjednici lige | Pobjednici lige | Pobjednici lige | Pobjednici lige | Pobjednici lige | Pobjednici lige | Pobjednici lige | Pobjednici lige | Pobjednici lige | Pobjednici lige | Pobjednici lige | Pobjednici lige | Pobjednici lige | Pobjednici lige | Pobjednici lige | Pobjednici lige | Pobjednici lige | Pobjednici lige | Pobjednici lige | Pobjednici lige | Pobjednici lige | Pobjednici lige | Pobjednici lige | Pobjednici lige | Pobjednici lige | Pobjednici lige | Pobjednici lige | Pobjednici lige | Pobjednici lige | Pobjednici lige | Pobjednici lige | Pobjednici lige | Pobjednici lige | Pobjednici lige | Pobjednici lige | Pobjednici lige | Pobjednici lige | Pobjednici lige | Pobjednici lige | Pobjednici lige | Pobjednici lige | Pobjednici lige | Pobjednici lige | Pobjednici lige | Pobjednici lige | Pobjednici lige | Pobjednici lige | Pobjednici lige | Pobjednici lige | Pobjednici lige | Pobjednici lige | Pobjednici lige | Pobjednici lige | Pobjednici lige | Pobjednici lige | Pobjednici lige | Pobjednici lige | Pobjednici lige | Pobjednici lige |               |
| ------------------------------- | --------- | --- | --- | --- | --- | --- | --- | --- | --- | --- | --- | --- | --- | --- | --- | --- | --- | --- | --- | --- | --- | --- | --- | --- | --- | --- | --- | --- | --- | --- | --- | --- | --- | --- | --- | --- | --- | --- | --- | --- | --- | --- | --- | --- | --- | --- | --- | --- | --- | --- | --- | --- | --- | --- | --- | --- | --- | --- | --- | --- | --- | ------------- |
| Podsavezne lige                 | 1946./47. | | | | | | | | | | | | | | | | | | | | | | | | | | | | | | | | | | | | | | | | | | | | | | | | | | | | | | | | | | | | |               |
|                                 |           | Slovenija | Slovenija | Slovenija | Slovenija | Slovenija | Slovenija | Slovenija | Slovenija | Slovenija | Slovenija | Hrvatska | Hrvatska | Hrvatska | Hrvatska | Hrvatska | Hrvatska | Hrvatska | Hrvatska | Hrvatska | Hrvatska | BiH | BiH | BiH | BiH | BiH | BiH | BiH | BiH | BiH | BiH | Srbija | Srbija | Srbija | Srbija | Srbija | Srbija | Srbija | Srbija | Srbija | Srbija | Crna Gora | Crna Gora | Crna Gora | Crna Gora | Crna Gora | Crna Gora | Crna Gora | Crna Gora | Crna Gora | Crna Gora | Makedonija | Makedonija | Makedonija | Makedonija | Makedonija | Makedonija | Makedonija | Makedonija | Makedonija | Makedonija |               |
| Republičke lige                 | 1947./48. | Garnizon JNA Ljubljana | Garnizon JNA Ljubljana | Garnizon JNA Ljubljana | Garnizon JNA Ljubljana | Garnizon JNA Ljubljana | Garnizon JNA Ljubljana | Garnizon JNA Ljubljana | Garnizon JNA Ljubljana | Garnizon JNA Ljubljana | Garnizon JNA Ljubljana | Proleter Osijek | Proleter Osijek | Proleter Osijek | Proleter Osijek | Proleter Osijek | Proleter Osijek | Proleter Osijek | Proleter Osijek | Proleter Osijek | Proleter Osijek | Velež Mostar | Velež Mostar | Velež Mostar | Velež Mostar | Velež Mostar | Velež Mostar | Velež Mostar | Velež Mostar | Velež Mostar | Velež Mostar | Napredak Kruševac | Napredak Kruševac | Napredak Kruševac | Napredak Kruševac | Napredak Kruševac | Napredak Kruševac | Napredak Kruševac | Napredak Kruševac | Napredak Kruševac | Napredak Kruševac | Bokelj Kotor | Bokelj Kotor | Bokelj Kotor | Bokelj Kotor | Bokelj Kotor | Bokelj Kotor | Bokelj Kotor | Bokelj Kotor | Bokelj Kotor | Bokelj Kotor | Dinamo Skoplje | Dinamo Skoplje | Dinamo Skoplje | Dinamo Skoplje | Dinamo Skoplje | Dinamo Skoplje | Dinamo Skoplje | Dinamo Skoplje | Dinamo Skoplje | Dinamo Skoplje |               |
| Republičke lige                 | 1948./49. | Železničar Ljubljana | Železničar Ljubljana | Železničar Ljubljana | Železničar Ljubljana | Železničar Ljubljana | Železničar Ljubljana | Železničar Ljubljana | Železničar Ljubljana | Železničar Ljubljana | Železničar Ljubljana | Milicioner Zagreb | Milicioner Zagreb | Milicioner Zagreb | Milicioner Zagreb | Milicioner Zagreb | Milicioner Zagreb | Milicioner Zagreb | Milicioner Zagreb | Milicioner Zagreb | Milicioner Zagreb | Željezničar Sarajevo | Željezničar Sarajevo | Željezničar Sarajevo | Željezničar Sarajevo | Željezničar Sarajevo | Željezničar Sarajevo | Željezničar Sarajevo | Željezničar Sarajevo | Željezničar Sarajevo | Željezničar Sarajevo | Proleter Zrenjanin | Proleter Zrenjanin | Proleter Zrenjanin | Proleter Zrenjanin | Proleter Zrenjanin | Proleter Zrenjanin | Proleter Zrenjanin | Proleter Zrenjanin | Proleter Zrenjanin | Proleter Zrenjanin | Sutjeska Nikšić | Sutjeska Nikšić | Sutjeska Nikšić | Sutjeska Nikšić | Sutjeska Nikšić | Sutjeska Nikšić | Sutjeska Nikšić | Sutjeska Nikšić | Sutjeska Nikšić | Sutjeska Nikšić | 11. oktomvri Kumanovo | 11. oktomvri Kumanovo | 11. oktomvri Kumanovo | 11. oktomvri Kumanovo | 11. oktomvri Kumanovo | 11. oktomvri Kumanovo | 11. oktomvri Kumanovo | 11. oktomvri Kumanovo | 11. oktomvri Kumanovo | 11. oktomvri Kumanovo |               |
| Jedinstvena liga                | 1950.     | Ljestvica: Radnički Beograd 32, Velež Mostar 29, Dinamo Pančevo 29, Zagreb 28, Šibenik 26, Milicionar Skoplje 25, Proleter Zrenjanin 24, Borac Banja Luka 23, Rabotnički Skoplje 21, Sutjeska Nikšić 11, Rudar Trbovlje 10, Železničar Ljubljana 6 bodova | Ljestvica: Radnički Beograd 32, Velež Mostar 29, Dinamo Pančevo 29, Zagreb 28, Šibenik 26, Milicionar Skoplje 25, Proleter Zrenjanin 24, Borac Banja Luka 23, Rabotnički Skoplje 21, Sutjeska Nikšić 11, Rudar Trbovlje 10, Železničar Ljubljana 6 bodova | Ljestvica: Radnički Beograd 32, Velež Mostar 29, Dinamo Pančevo 29, Zagreb 28, Šibenik 26, Milicionar Skoplje 25, Proleter Zrenjanin 24, Borac Banja Luka 23, Rabotnički Skoplje 21, Sutjeska Nikšić 11, Rudar Trbovlje 10, Železničar Ljubljana 6 bodova | Ljestvica: Radnički Beograd 32, Velež Mostar 29, Dinamo Pančevo 29, Zagreb 28, Šibenik 26, Milicionar Skoplje 25, Proleter Zrenjanin 24, Borac Banja Luka 23, Rabotnički Skoplje 21, Sutjeska Nikšić 11, Rudar Trbovlje 10, Železničar Ljubljana 6 bodova | Ljestvica: Radnički Beograd 32, Velež Mostar 29, Dinamo Pančevo 29, Zagreb 28, Šibenik 26, Milicionar Skoplje 25, Proleter Zrenjanin 24, Borac Banja Luka 23, Rabotnički Skoplje 21, Sutjeska Nikšić 11, Rudar Trbovlje 10, Železničar Ljubljana 6 bodova | Ljestvica: Radnički Beograd 32, Velež Mostar 29, Dinamo Pančevo 29, Zagreb 28, Šibenik 26, Milicionar Skoplje 25, Proleter Zrenjanin 24, Borac Banja Luka 23, Rabotnički Skoplje 21, Sutjeska Nikšić 11, Rudar Trbovlje 10, Železničar Ljubljana 6 bodova | Ljestvica: Radnički Beograd 32, Velež Mostar 29, Dinamo Pančevo 29, Zagreb 28, Šibenik 26, Milicionar Skoplje 25, Proleter Zrenjanin 24, Borac Banja Luka 23, Rabotnički Skoplje 21, Sutjeska Nikšić 11, Rudar Trbovlje 10, Železničar Ljubljana 6 bodova | Ljestvica: Radnički Beograd 32, Velež Mostar 29, Dinamo Pančevo 29, Zagreb 28, Šibenik 26, Milicionar Skoplje 25, Proleter Zrenjanin 24, Borac Banja Luka 23, Rabotnički Skoplje 21, Sutjeska Nikšić 11, Rudar Trbovlje 10, Železničar Ljubljana 6 bodova | Ljestvica: Radnički Beograd 32, Velež Mostar 29, Dinamo Pančevo 29, Zagreb 28, Šibenik 26, Milicionar Skoplje 25, Proleter Zrenjanin 24, Borac Banja Luka 23, Rabotnički Skoplje 21, Sutjeska Nikšić 11, Rudar Trbovlje 10, Železničar Ljubljana 6 bodova | Ljestvica: Radnički Beograd 32, Velež Mostar 29, Dinamo Pančevo 29, Zagreb 28, Šibenik 26, Milicionar Skoplje 25, Proleter Zrenjanin 24, Borac Banja Luka 23, Rabotnički Skoplje 21, Sutjeska Nikšić 11, Rudar Trbovlje 10, Železničar Ljubljana 6 bodova | Ljestvica: Radnički Beograd 32, Velež Mostar 29, Dinamo Pančevo 29, Zagreb 28, Šibenik 26, Milicionar Skoplje 25, Proleter Zrenjanin 24, Borac Banja Luka 23, Rabotnički Skoplje 21, Sutjeska Nikšić 11, Rudar Trbovlje 10, Železničar Ljubljana 6 bodova | Ljestvica: Radnički Beograd 32, Velež Mostar 29, Dinamo Pančevo 29, Zagreb 28, Šibenik 26, Milicionar Skoplje 25, Proleter Zrenjanin 24, Borac Banja Luka 23, Rabotnički Skoplje 21, Sutjeska Nikšić 11, Rudar Trbovlje 10, Železničar Ljubljana 6 bodova | Ljestvica: Radnički Beograd 32, Velež Mostar 29, Dinamo Pančevo 29, Zagreb 28, Šibenik 26, Milicionar Skoplje 25, Proleter Zrenjanin 24, Borac Banja Luka 23, Rabotnički Skoplje 21, Sutjeska Nikšić 11, Rudar Trbovlje 10, Železničar Ljubljana 6 bodova | Ljestvica: Radnički Beograd 32, Velež Mostar 29, Dinamo Pančevo 29, Zagreb 28, Šibenik 26, Milicionar Skoplje 25, Proleter Zrenjanin 24, Borac Banja Luka 23, Rabotnički Skoplje 21, Sutjeska Nikšić 11, Rudar Trbovlje 10, Železničar Ljubljana 6 bodova | Ljestvica: Radnički Beograd 32, Velež Mostar 29, Dinamo Pančevo 29, Zagreb 28, Šibenik 26, Milicionar Skoplje 25, Proleter Zrenjanin 24, Borac Banja Luka 23, Rabotnički Skoplje 21, Sutjeska Nikšić 11, Rudar Trbovlje 10, Železničar Ljubljana 6 bodova | Ljestvica: Radnički Beograd 32, Velež Mostar 29, Dinamo Pančevo 29, Zagreb 28, Šibenik 26, Milicionar Skoplje 25, Proleter Zrenjanin 24, Borac Banja Luka 23, Rabotnički Skoplje 21, Sutjeska Nikšić 11, Rudar Trbovlje 10, Železničar Ljubljana 6 bodova | Ljestvica: Radnički Beograd 32, Velež Mostar 29, Dinamo Pančevo 29, Zagreb 28, Šibenik 26, Milicionar Skoplje 25, Proleter Zrenjanin 24, Borac Banja Luka 23, Rabotnički Skoplje 21, Sutjeska Nikšić 11, Rudar Trbovlje 10, Železničar Ljubljana 6 bodova | Ljestvica: Radnički Beograd 32, Velež Mostar 29, Dinamo Pančevo 29, Zagreb 28, Šibenik 26, Milicionar Skoplje 25, Proleter Zrenjanin 24, Borac Banja Luka 23, Rabotnički Skoplje 21, Sutjeska Nikšić 11, Rudar Trbovlje 10, Železničar Ljubljana 6 bodova | Ljestvica: Radnički Beograd 32, Velež Mostar 29, Dinamo Pančevo 29, Zagreb 28, Šibenik 26, Milicionar Skoplje 25, Proleter Zrenjanin 24, Borac Banja Luka 23, Rabotnički Skoplje 21, Sutjeska Nikšić 11, Rudar Trbovlje 10, Železničar Ljubljana 6 bodova | Ljestvica: Radnički Beograd 32, Velež Mostar 29, Dinamo Pančevo 29, Zagreb 28, Šibenik 26, Milicionar Skoplje 25, Proleter Zrenjanin 24, Borac Banja Luka 23, Rabotnički Skoplje 21, Sutjeska Nikšić 11, Rudar Trbovlje 10, Železničar Ljubljana 6 bodova | Ljestvica: Radnički Beograd 32, Velež Mostar 29, Dinamo Pančevo 29, Zagreb 28, Šibenik 26, Milicionar Skoplje 25, Proleter Zrenjanin 24, Borac Banja Luka 23, Rabotnički Skoplje 21, Sutjeska Nikšić 11, Rudar Trbovlje 10, Železničar Ljubljana 6 bodova | Ljestvica: Radnički Beograd 32, Velež Mostar 29, Dinamo Pančevo 29, Zagreb 28, Šibenik 26, Milicionar Skoplje 25, Proleter Zrenjanin 24, Borac Banja Luka 23, Rabotnički Skoplje 21, Sutjeska Nikšić 11, Rudar Trbovlje 10, Železničar Ljubljana 6 bodova | Ljestvica: Radnički Beograd 32, Velež Mostar 29, Dinamo Pančevo 29, Zagreb 28, Šibenik 26, Milicionar Skoplje 25, Proleter Zrenjanin 24, Borac Banja Luka 23, Rabotnički Skoplje 21, Sutjeska Nikšić 11, Rudar Trbovlje 10, Železničar Ljubljana 6 bodova | Ljestvica: Radnički Beograd 32, Velež Mostar 29, Dinamo Pančevo 29, Zagreb 28, Šibenik 26, Milicionar Skoplje 25, Proleter Zrenjanin 24, Borac Banja Luka 23, Rabotnički Skoplje 21, Sutjeska Nikšić 11, Rudar Trbovlje 10, Železničar Ljubljana 6 bodova | Ljestvica: Radnički Beograd 32, Velež Mostar 29, Dinamo Pančevo 29, Zagreb 28, Šibenik 26, Milicionar Skoplje 25, Proleter Zrenjanin 24, Borac Banja Luka 23, Rabotnički Skoplje 21, Sutjeska Nikšić 11, Rudar Trbovlje 10, Železničar Ljubljana 6 bodova | Ljestvica: Radnički Beograd 32, Velež Mostar 29, Dinamo Pančevo 29, Zagreb 28, Šibenik 26, Milicionar Skoplje 25, Proleter Zrenjanin 24, Borac Banja Luka 23, Rabotnički Skoplje 21, Sutjeska Nikšić 11, Rudar Trbovlje 10, Železničar Ljubljana 6 bodova | Ljestvica: Radnički Beograd 32, Velež Mostar 29, Dinamo Pančevo 29, Zagreb 28, Šibenik 26, Milicionar Skoplje 25, Proleter Zrenjanin 24, Borac Banja Luka 23, Rabotnički Skoplje 21, Sutjeska Nikšić 11, Rudar Trbovlje 10, Železničar Ljubljana 6 bodova | Ljestvica: Radnički Beograd 32, Velež Mostar 29, Dinamo Pančevo 29, Zagreb 28, Šibenik 26, Milicionar Skoplje 25, Proleter Zrenjanin 24, Borac Banja Luka 23, Rabotnički Skoplje 21, Sutjeska Nikšić 11, Rudar Trbovlje 10, Železničar Ljubljana 6 bodova | Ljestvica: Radnički Beograd 32, Velež Mostar 29, Dinamo Pančevo 29, Zagreb 28, Šibenik 26, Milicionar Skoplje 25, Proleter Zrenjanin 24, Borac Banja Luka 23, Rabotnički Skoplje 21, Sutjeska Nikšić 11, Rudar Trbovlje 10, Železničar Ljubljana 6 bodova | Ljestvica: Radnički Beograd 32, Velež Mostar 29, Dinamo Pančevo 29, Zagreb 28, Šibenik 26, Milicionar Skoplje 25, Proleter Zrenjanin 24, Borac Banja Luka 23, Rabotnički Skoplje 21, Sutjeska Nikšić 11, Rudar Trbovlje 10, Železničar Ljubljana 6 bodova | Ljestvica: Radnički Beograd 32, Velež Mostar 29, Dinamo Pančevo 29, Zagreb 28, Šibenik 26, Milicionar Skoplje 25, Proleter Zrenjanin 24, Borac Banja Luka 23, Rabotnički Skoplje 21, Sutjeska Nikšić 11, Rudar Trbovlje 10, Železničar Ljubljana 6 bodova | Ljestvica: Radnički Beograd 32, Velež Mostar 29, Dinamo Pančevo 29, Zagreb 28, Šibenik 26, Milicionar Skoplje 25, Proleter Zrenjanin 24, Borac Banja Luka 23, Rabotnički Skoplje 21, Sutjeska Nikšić 11, Rudar Trbovlje 10, Železničar Ljubljana 6 bodova | Ljestvica: Radnički Beograd 32, Velež Mostar 29, Dinamo Pančevo 29, Zagreb 28, Šibenik 26, Milicionar Skoplje 25, Proleter Zrenjanin 24, Borac Banja Luka 23, Rabotnički Skoplje 21, Sutjeska Nikšić 11, Rudar Trbovlje 10, Železničar Ljubljana 6 bodova | Ljestvica: Radnički Beograd 32, Velež Mostar 29, Dinamo Pančevo 29, Zagreb 28, Šibenik 26, Milicionar Skoplje 25, Proleter Zrenjanin 24, Borac Banja Luka 23, Rabotnički Skoplje 21, Sutjeska Nikšić 11, Rudar Trbovlje 10, Železničar Ljubljana 6 bodova | Ljestvica: Radnički Beograd 32, Velež Mostar 29, Dinamo Pančevo 29, Zagreb 28, Šibenik 26, Milicionar Skoplje 25, Proleter Zrenjanin 24, Borac Banja Luka 23, Rabotnički Skoplje 21, Sutjeska Nikšić 11, Rudar Trbovlje 10, Železničar Ljubljana 6 bodova | Ljestvica: Radnički Beograd 32, Velež Mostar 29, Dinamo Pančevo 29, Zagreb 28, Šibenik 26, Milicionar Skoplje 25, Proleter Zrenjanin 24, Borac Banja Luka 23, Rabotnički Skoplje 21, Sutjeska Nikšić 11, Rudar Trbovlje 10, Železničar Ljubljana 6 bodova | Ljestvica: Radnički Beograd 32, Velež Mostar 29, Dinamo Pančevo 29, Zagreb 28, Šibenik 26, Milicionar Skoplje 25, Proleter Zrenjanin 24, Borac Banja Luka 23, Rabotnički Skoplje 21, Sutjeska Nikšić 11, Rudar Trbovlje 10, Železničar Ljubljana 6 bodova | Ljestvica: Radnički Beograd 32, Velež Mostar 29, Dinamo Pančevo 29, Zagreb 28, Šibenik 26, Milicionar Skoplje 25, Proleter Zrenjanin 24, Borac Banja Luka 23, Rabotnički Skoplje 21, Sutjeska Nikšić 11, Rudar Trbovlje 10, Železničar Ljubljana 6 bodova | Ljestvica: Radnički Beograd 32, Velež Mostar 29, Dinamo Pančevo 29, Zagreb 28, Šibenik 26, Milicionar Skoplje 25, Proleter Zrenjanin 24, Borac Banja Luka 23, Rabotnički Skoplje 21, Sutjeska Nikšić 11, Rudar Trbovlje 10, Železničar Ljubljana 6 bodova | Ljestvica: Radnički Beograd 32, Velež Mostar 29, Dinamo Pančevo 29, Zagreb 28, Šibenik 26, Milicionar Skoplje 25, Proleter Zrenjanin 24, Borac Banja Luka 23, Rabotnički Skoplje 21, Sutjeska Nikšić 11, Rudar Trbovlje 10, Železničar Ljubljana 6 bodova | Ljestvica: Radnički Beograd 32, Velež Mostar 29, Dinamo Pančevo 29, Zagreb 28, Šibenik 26, Milicionar Skoplje 25, Proleter Zrenjanin 24, Borac Banja Luka 23, Rabotnički Skoplje 21, Sutjeska Nikšić 11, Rudar Trbovlje 10, Železničar Ljubljana 6 bodova | Ljestvica: Radnički Beograd 32, Velež Mostar 29, Dinamo Pančevo 29, Zagreb 28, Šibenik 26, Milicionar Skoplje 25, Proleter Zrenjanin 24, Borac Banja Luka 23, Rabotnički Skoplje 21, Sutjeska Nikšić 11, Rudar Trbovlje 10, Železničar Ljubljana 6 bodova | Ljestvica: Radnički Beograd 32, Velež Mostar 29, Dinamo Pančevo 29, Zagreb 28, Šibenik 26, Milicionar Skoplje 25, Proleter Zrenjanin 24, Borac Banja Luka 23, Rabotnički Skoplje 21, Sutjeska Nikšić 11, Rudar Trbovlje 10, Železničar Ljubljana 6 bodova | Ljestvica: Radnički Beograd 32, Velež Mostar 29, Dinamo Pančevo 29, Zagreb 28, Šibenik 26, Milicionar Skoplje 25, Proleter Zrenjanin 24, Borac Banja Luka 23, Rabotnički Skoplje 21, Sutjeska Nikšić 11, Rudar Trbovlje 10, Železničar Ljubljana 6 bodova | Ljestvica: Radnički Beograd 32, Velež Mostar 29, Dinamo Pančevo 29, Zagreb 28, Šibenik 26, Milicionar Skoplje 25, Proleter Zrenjanin 24, Borac Banja Luka 23, Rabotnički Skoplje 21, Sutjeska Nikšić 11, Rudar Trbovlje 10, Železničar Ljubljana 6 bodova | Ljestvica: Radnički Beograd 32, Velež Mostar 29, Dinamo Pančevo 29, Zagreb 28, Šibenik 26, Milicionar Skoplje 25, Proleter Zrenjanin 24, Borac Banja Luka 23, Rabotnički Skoplje 21, Sutjeska Nikšić 11, Rudar Trbovlje 10, Železničar Ljubljana 6 bodova | Ljestvica: Radnički Beograd 32, Velež Mostar 29, Dinamo Pančevo 29, Zagreb 28, Šibenik 26, Milicionar Skoplje 25, Proleter Zrenjanin 24, Borac Banja Luka 23, Rabotnički Skoplje 21, Sutjeska Nikšić 11, Rudar Trbovlje 10, Železničar Ljubljana 6 bodova | Ljestvica: Radnički Beograd 32, Velež Mostar 29, Dinamo Pančevo 29, Zagreb 28, Šibenik 26, Milicionar Skoplje 25, Proleter Zrenjanin 24, Borac Banja Luka 23, Rabotnički Skoplje 21, Sutjeska Nikšić 11, Rudar Trbovlje 10, Železničar Ljubljana 6 bodova | Ljestvica: Radnički Beograd 32, Velež Mostar 29, Dinamo Pančevo 29, Zagreb 28, Šibenik 26, Milicionar Skoplje 25, Proleter Zrenjanin 24, Borac Banja Luka 23, Rabotnički Skoplje 21, Sutjeska Nikšić 11, Rudar Trbovlje 10, Železničar Ljubljana 6 bodova | Ljestvica: Radnički Beograd 32, Velež Mostar 29, Dinamo Pančevo 29, Zagreb 28, Šibenik 26, Milicionar Skoplje 25, Proleter Zrenjanin 24, Borac Banja Luka 23, Rabotnički Skoplje 21, Sutjeska Nikšić 11, Rudar Trbovlje 10, Železničar Ljubljana 6 bodova | Ljestvica: Radnički Beograd 32, Velež Mostar 29, Dinamo Pančevo 29, Zagreb 28, Šibenik 26, Milicionar Skoplje 25, Proleter Zrenjanin 24, Borac Banja Luka 23, Rabotnički Skoplje 21, Sutjeska Nikšić 11, Rudar Trbovlje 10, Železničar Ljubljana 6 bodova | Ljestvica: Radnički Beograd 32, Velež Mostar 29, Dinamo Pančevo 29, Zagreb 28, Šibenik 26, Milicionar Skoplje 25, Proleter Zrenjanin 24, Borac Banja Luka 23, Rabotnički Skoplje 21, Sutjeska Nikšić 11, Rudar Trbovlje 10, Železničar Ljubljana 6 bodova | Ljestvica: Radnički Beograd 32, Velež Mostar 29, Dinamo Pančevo 29, Zagreb 28, Šibenik 26, Milicionar Skoplje 25, Proleter Zrenjanin 24, Borac Banja Luka 23, Rabotnički Skoplje 21, Sutjeska Nikšić 11, Rudar Trbovlje 10, Železničar Ljubljana 6 bodova | Ljestvica: Radnički Beograd 32, Velež Mostar 29, Dinamo Pančevo 29, Zagreb 28, Šibenik 26, Milicionar Skoplje 25, Proleter Zrenjanin 24, Borac Banja Luka 23, Rabotnički Skoplje 21, Sutjeska Nikšić 11, Rudar Trbovlje 10, Železničar Ljubljana 6 bodova | Ljestvica: Radnički Beograd 32, Velež Mostar 29, Dinamo Pančevo 29, Zagreb 28, Šibenik 26, Milicionar Skoplje 25, Proleter Zrenjanin 24, Borac Banja Luka 23, Rabotnički Skoplje 21, Sutjeska Nikšić 11, Rudar Trbovlje 10, Železničar Ljubljana 6 bodova | Ljestvica: Radnički Beograd 32, Velež Mostar 29, Dinamo Pančevo 29, Zagreb 28, Šibenik 26, Milicionar Skoplje 25, Proleter Zrenjanin 24, Borac Banja Luka 23, Rabotnički Skoplje 21, Sutjeska Nikšić 11, Rudar Trbovlje 10, Železničar Ljubljana 6 bodova | Ljestvica: Radnički Beograd 32, Velež Mostar 29, Dinamo Pančevo 29, Zagreb 28, Šibenik 26, Milicionar Skoplje 25, Proleter Zrenjanin 24, Borac Banja Luka 23, Rabotnički Skoplje 21, Sutjeska Nikšić 11, Rudar Trbovlje 10, Železničar Ljubljana 6 bodova | Ljestvica: Radnički Beograd 32, Velež Mostar 29, Dinamo Pančevo 29, Zagreb 28, Šibenik 26, Milicionar Skoplje 25, Proleter Zrenjanin 24, Borac Banja Luka 23, Rabotnički Skoplje 21, Sutjeska Nikšić 11, Rudar Trbovlje 10, Železničar Ljubljana 6 bodova | Ljestvica: Radnički Beograd 32, Velež Mostar 29, Dinamo Pančevo 29, Zagreb 28, Šibenik 26, Milicionar Skoplje 25, Proleter Zrenjanin 24, Borac Banja Luka 23, Rabotnički Skoplje 21, Sutjeska Nikšić 11, Rudar Trbovlje 10, Železničar Ljubljana 6 bodova | Ljestvica: Radnički Beograd 32, Velež Mostar 29, Dinamo Pančevo 29, Zagreb 28, Šibenik 26, Milicionar Skoplje 25, Proleter Zrenjanin 24, Borac Banja Luka 23, Rabotnički Skoplje 21, Sutjeska Nikšić 11, Rudar Trbovlje 10, Železničar Ljubljana 6 bodova |               |
| Republičke lige                 | 1951.     | Korotan Kranj | Korotan Kranj | Korotan Kranj | Korotan Kranj | Korotan Kranj | Korotan Kranj | Korotan Kranj | Korotan Kranj | Korotan Kranj | Korotan Kranj | Šibenik | Šibenik | Šibenik | Šibenik | Šibenik | Šibenik | Šibenik | Šibenik | Šibenik | Šibenik | Borac Banja Luka | Borac Banja Luka | Borac Banja Luka | Borac Banja Luka | Borac Banja Luka | Borac Banja Luka | Borac Banja Luka | Borac Banja Luka | Borac Banja Luka | Borac Banja Luka | Sloga Kraljevo | Sloga Kraljevo | Sloga Kraljevo | Sloga Kraljevo | Sloga Kraljevo | Sloga Kraljevo | Sloga Kraljevo | Sloga Kraljevo | Sloga Kraljevo | Sloga Kraljevo | Radnički Ivangrad | Radnički Ivangrad | Radnički Ivangrad | Radnički Ivangrad | Radnički Ivangrad | Radnički Ivangrad | Radnički Ivangrad | Radnički Ivangrad | Radnički Ivangrad | Radnički Ivangrad | Rabotnik Bitolj | Rabotnik Bitolj | Rabotnik Bitolj | Rabotnik Bitolj | Rabotnik Bitolj | Rabotnik Bitolj | Rabotnik Bitolj | Rabotnik Bitolj | Rabotnik Bitolj | Rabotnik Bitolj |               |
| 1. razred podsaveznog prvenstva | 1952.     | | | | | | | | | | | | | | | | | | | | | | | | | | | | | | | | | | | | | | | | | | | | | | | | | | | | | | | | | | | | |               |
| Podsavezne lige                 | 1952./53. | | | | | | | | | | | | | | | | | | | | | | | | | | | | | | | | | | | | | | | | | | | | | | | | | | | | | | | | | | | | |               |
|                                 |           | Slovenija – Hrvatska | Slovenija – Hrvatska | Slovenija – Hrvatska | Slovenija – Hrvatska | Slovenija – Hrvatska | Slovenija – Hrvatska | Slovenija – Hrvatska | Slovenija – Hrvatska | Slovenija – Hrvatska | Slovenija – Hrvatska | Slovenija – Hrvatska | Slovenija – Hrvatska | Slovenija – Hrvatska | Slovenija – Hrvatska | Slovenija – Hrvatska | Slovenija – Hrvatska | Slovenija – Hrvatska | Slovenija – Hrvatska | Slovenija – Hrvatska | Slovenija – Hrvatska | BiH | BiH | BiH | BiH | BiH | BiH | BiH | BiH | BiH | BiH | Srbija | Srbija | Srbija | Srbija | Srbija | Srbija | Srbija | Srbija | Srbija | Srbija | Crna Gora | Crna Gora | Crna Gora | Crna Gora | Crna Gora | Crna Gora | Crna Gora | Crna Gora | Crna Gora | Crna Gora | Makedonija | Makedonija | Makedonija | Makedonija | Makedonija | Makedonija | Makedonija | Makedonija | Makedonija | Makedonija |               |
| Republičke lige                 | 1953./54. | Metalac Zagreb | Metalac Zagreb | Metalac Zagreb | Metalac Zagreb | Metalac Zagreb | Metalac Zagreb | Metalac Zagreb | Metalac Zagreb | Metalac Zagreb | Metalac Zagreb | Metalac Zagreb | Metalac Zagreb | Metalac Zagreb | Metalac Zagreb | Metalac Zagreb | Metalac Zagreb | Metalac Zagreb | Metalac Zagreb | Metalac Zagreb | Metalac Zagreb | Čelik Zenica | Čelik Zenica | Čelik Zenica | Čelik Zenica | Čelik Zenica | Čelik Zenica | Čelik Zenica | Čelik Zenica | Čelik Zenica | Čelik Zenica | Šumadija Aranđelovac | Šumadija Aranđelovac | Šumadija Aranđelovac | Šumadija Aranđelovac | Šumadija Aranđelovac | Šumadija Aranđelovac | Šumadija Aranđelovac | Šumadija Aranđelovac | Šumadija Aranđelovac | Šumadija Aranđelovac | Bokelj Kotor | Bokelj Kotor | Bokelj Kotor | Bokelj Kotor | Bokelj Kotor | Bokelj Kotor | Bokelj Kotor | Bokelj Kotor | Bokelj Kotor | Bokelj Kotor | Pobeda Prilep | Pobeda Prilep | Pobeda Prilep | Pobeda Prilep | Pobeda Prilep | Pobeda Prilep | Pobeda Prilep | Pobeda Prilep | Pobeda Prilep | Pobeda Prilep |               |
| Republičke lige                 | 1954./55. | Split | Split | Split | Split | Split | Split | Split | Split | Split | Split | Split | Split | Split | Split | Split | Split | Split | Split | Split | Split | Sloboda Tuzla | Sloboda Tuzla | Sloboda Tuzla | Sloboda Tuzla | Sloboda Tuzla | Sloboda Tuzla | Sloboda Tuzla | Sloboda Tuzla | Sloboda Tuzla | Sloboda Tuzla | Dinamo Pančevo | Dinamo Pančevo | Dinamo Pančevo | Dinamo Pančevo | Dinamo Pančevo | Dinamo Pančevo | Dinamo Pančevo | Dinamo Pančevo | Dinamo Pančevo | Dinamo Pančevo | Sutjeska Nikšić | Sutjeska Nikšić | Sutjeska Nikšić | Sutjeska Nikšić | Sutjeska Nikšić | Sutjeska Nikšić | Sutjeska Nikšić | Sutjeska Nikšić | Sutjeska Nikšić | Sutjeska Nikšić | Metalac Skoplje | Metalac Skoplje | Metalac Skoplje | Metalac Skoplje | Metalac Skoplje | Metalac Skoplje | Metalac Skoplje | Metalac Skoplje | Metalac Skoplje | Metalac Skoplje |               |
| Međupodsavezne lige             | 1955./56. | | | | | | | | | | | | | | | | | | | | | | | | | | | | | | | | | | | | | | | | | | | | | | | | | | | | | | | | | | | | |               |
| Međupodsavezne lige             | 1956./57. | | | | | | | | | | | | | | | | | | | | | | | | | | | | | | | | | | | | | | | | | | | | | | | | | | | | | | | | | | | | |               |
| Međupodsavezne lige             | 1957./58. | | | | | | | | | | | | | | | | | | | | | | | | | | | | | | | | | | | | | | | | | | | | | | | | | | | | | | | | | | | | |               |
|                                 |           | Slovenija | Slovenija | Slovenija | Slovenija | Slovenija | Slovenija | Slovenija | | | | | | | | | | | | | | | | Vojvodina | Vojvodina | Vojvodina | Vojvodina | Vojvodina | Vojvodina | Vojvodina | Vojvodina | | | | | | | | Kosovo | Kosovo | Kosovo | Kosovo | Kosovo | Kosovo | Kosovo | Kosovo | Crna Gora | Crna Gora | Crna Gora | Crna Gora | Crna Gora | Crna Gora | Crna Gora | Makedonija | Makedonija | Makedonija | Makedonija | Makedonija | Makedonija | Makedonija | Makedonija |               |
| Zonske lige                     | 1958./59. | Branik Maribor | Branik Maribor | Branik Maribor | Branik Maribor | Branik Maribor | Branik Maribor | Branik Maribor | Hrvatsko i Bosanskohercegovačko natjecanje bilo je podijeljeno u 4 zonske lige | Hrvatsko i Bosanskohercegovačko natjecanje bilo je podijeljeno u 4 zonske lige | Hrvatsko i Bosanskohercegovačko natjecanje bilo je podijeljeno u 4 zonske lige | Hrvatsko i Bosanskohercegovačko natjecanje bilo je podijeljeno u 4 zonske lige | Hrvatsko i Bosanskohercegovačko natjecanje bilo je podijeljeno u 4 zonske lige | Hrvatsko i Bosanskohercegovačko natjecanje bilo je podijeljeno u 4 zonske lige | Hrvatsko i Bosanskohercegovačko natjecanje bilo je podijeljeno u 4 zonske lige | Hrvatsko i Bosanskohercegovačko natjecanje bilo je podijeljeno u 4 zonske lige | Hrvatsko i Bosanskohercegovačko natjecanje bilo je podijeljeno u 4 zonske lige | Hrvatsko i Bosanskohercegovačko natjecanje bilo je podijeljeno u 4 zonske lige | Hrvatsko i Bosanskohercegovačko natjecanje bilo je podijeljeno u 4 zonske lige | Hrvatsko i Bosanskohercegovačko natjecanje bilo je podijeljeno u 4 zonske lige | Hrvatsko i Bosanskohercegovačko natjecanje bilo je podijeljeno u 4 zonske lige | Hrvatsko i Bosanskohercegovačko natjecanje bilo je podijeljeno u 4 zonske lige | Hrvatsko i Bosanskohercegovačko natjecanje bilo je podijeljeno u 4 zonske lige | Radnički Kikinda | Radnički Kikinda | Radnički Kikinda | Radnički Kikinda | Radnički Kikinda | Radnički Kikinda | Radnički Kikinda | Radnički Kikinda | Srpska natjecanja bila su podijeljena u 4 zonske lige | Srpska natjecanja bila su podijeljena u 4 zonske lige | Srpska natjecanja bila su podijeljena u 4 zonske lige | Srpska natjecanja bila su podijeljena u 4 zonske lige | Srpska natjecanja bila su podijeljena u 4 zonske lige | Srpska natjecanja bila su podijeljena u 4 zonske lige | Srpska natjecanja bila su podijeljena u 4 zonske lige | Priština | Priština | Priština | Priština | Priština | Priština | Priština | Priština | OFK Titograd | OFK Titograd | OFK Titograd | OFK Titograd | OFK Titograd | OFK Titograd | OFK Titograd | Pobeda Prilep | Pobeda Prilep | Pobeda Prilep | Pobeda Prilep | Pobeda Prilep | Pobeda Prilep | Pobeda Prilep | Pobeda Prilep |               |
| Zonske lige                     | 1959./60. | Branik Maribor | Branik Maribor | Branik Maribor | Branik Maribor | Branik Maribor | Branik Maribor | Branik Maribor | Hrvatsko i Bosanskohercegovačko natjecanje bilo je podijeljeno u 4 zonske lige | Hrvatsko i Bosanskohercegovačko natjecanje bilo je podijeljeno u 4 zonske lige | Hrvatsko i Bosanskohercegovačko natjecanje bilo je podijeljeno u 4 zonske lige | Hrvatsko i Bosanskohercegovačko natjecanje bilo je podijeljeno u 4 zonske lige | Hrvatsko i Bosanskohercegovačko natjecanje bilo je podijeljeno u 4 zonske lige | Hrvatsko i Bosanskohercegovačko natjecanje bilo je podijeljeno u 4 zonske lige | Hrvatsko i Bosanskohercegovačko natjecanje bilo je podijeljeno u 4 zonske lige | Hrvatsko i Bosanskohercegovačko natjecanje bilo je podijeljeno u 4 zonske lige | Hrvatsko i Bosanskohercegovačko natjecanje bilo je podijeljeno u 4 zonske lige | Hrvatsko i Bosanskohercegovačko natjecanje bilo je podijeljeno u 4 zonske lige | Hrvatsko i Bosanskohercegovačko natjecanje bilo je podijeljeno u 4 zonske lige | Hrvatsko i Bosanskohercegovačko natjecanje bilo je podijeljeno u 4 zonske lige | Hrvatsko i Bosanskohercegovačko natjecanje bilo je podijeljeno u 4 zonske lige | Hrvatsko i Bosanskohercegovačko natjecanje bilo je podijeljeno u 4 zonske lige | Hrvatsko i Bosanskohercegovačko natjecanje bilo je podijeljeno u 4 zonske lige | Dinamo Pančevo | Dinamo Pančevo | Dinamo Pančevo | Dinamo Pančevo | Dinamo Pančevo | Dinamo Pančevo | Dinamo Pančevo | Dinamo Pančevo | Srpska natjecanja bila su podijeljena u 4 zonske lige | Srpska natjecanja bila su podijeljena u 4 zonske lige | Srpska natjecanja bila su podijeljena u 4 zonske lige | Srpska natjecanja bila su podijeljena u 4 zonske lige | Srpska natjecanja bila su podijeljena u 4 zonske lige | Srpska natjecanja bila su podijeljena u 4 zonske lige | Srpska natjecanja bila su podijeljena u 4 zonske lige | Rudar Stari Trg | Rudar Stari Trg | Rudar Stari Trg | Rudar Stari Trg | Rudar Stari Trg | Rudar Stari Trg | Rudar Stari Trg | Rudar Stari Trg | Lovćen Cetinje | Lovćen Cetinje | Lovćen Cetinje | Lovćen Cetinje | Lovćen Cetinje | Lovćen Cetinje | Lovćen Cetinje | Pelister Bitolj | Pelister Bitolj | Pelister Bitolj | Pelister Bitolj | Pelister Bitolj | Pelister Bitolj | Pelister Bitolj | Pelister Bitolj |               |
| Zonske lige                     | 1960./61. | Maribor | Maribor | Maribor | Maribor | Maribor | Maribor | Maribor | Hrvatsko i Bosanskohercegovačko natjecanje bilo je podijeljeno u 4 zonske lige | Hrvatsko i Bosanskohercegovačko natjecanje bilo je podijeljeno u 4 zonske lige | Hrvatsko i Bosanskohercegovačko natjecanje bilo je podijeljeno u 4 zonske lige | Hrvatsko i Bosanskohercegovačko natjecanje bilo je podijeljeno u 4 zonske lige | Hrvatsko i Bosanskohercegovačko natjecanje bilo je podijeljeno u 4 zonske lige | Hrvatsko i Bosanskohercegovačko natjecanje bilo je podijeljeno u 4 zonske lige | Hrvatsko i Bosanskohercegovačko natjecanje bilo je podijeljeno u 4 zonske lige | Hrvatsko i Bosanskohercegovačko natjecanje bilo je podijeljeno u 4 zonske lige | Hrvatsko i Bosanskohercegovačko natjecanje bilo je podijeljeno u 4 zonske lige | Hrvatsko i Bosanskohercegovačko natjecanje bilo je podijeljeno u 4 zonske lige | Hrvatsko i Bosanskohercegovačko natjecanje bilo je podijeljeno u 4 zonske lige | Hrvatsko i Bosanskohercegovačko natjecanje bilo je podijeljeno u 4 zonske lige | Hrvatsko i Bosanskohercegovačko natjecanje bilo je podijeljeno u 4 zonske lige | Hrvatsko i Bosanskohercegovačko natjecanje bilo je podijeljeno u 4 zonske lige | Hrvatsko i Bosanskohercegovačko natjecanje bilo je podijeljeno u 4 zonske lige | Bečej | Bečej | Bečej | Bečej | Bečej | Bečej | Bečej | Bečej | Srpska natjecanja bila su podijeljena u 4 zonske lige | Srpska natjecanja bila su podijeljena u 4 zonske lige | Srpska natjecanja bila su podijeljena u 4 zonske lige | Srpska natjecanja bila su podijeljena u 4 zonske lige | Srpska natjecanja bila su podijeljena u 4 zonske lige | Srpska natjecanja bila su podijeljena u 4 zonske lige | Srpska natjecanja bila su podijeljena u 4 zonske lige | Priština | Priština | Priština | Priština | Priština | Priština | Priština | Priština | OFK Titograd | OFK Titograd | OFK Titograd | OFK Titograd | OFK Titograd | OFK Titograd | OFK Titograd | Pelister Bitolj | Pelister Bitolj | Pelister Bitolj | Pelister Bitolj | Pelister Bitolj | Pelister Bitolj | Pelister Bitolj | Pelister Bitolj |               |
| Zonske lige                     | 1961./62. | Olimpija Ljubljana | Olimpija Ljubljana | Olimpija Ljubljana | Olimpija Ljubljana | Olimpija Ljubljana | Olimpija Ljubljana | Olimpija Ljubljana | Hrvatsko i Bosanskohercegovačko natjecanje bilo je podijeljeno u 4 zonske lige | Hrvatsko i Bosanskohercegovačko natjecanje bilo je podijeljeno u 4 zonske lige | Hrvatsko i Bosanskohercegovačko natjecanje bilo je podijeljeno u 4 zonske lige | Hrvatsko i Bosanskohercegovačko natjecanje bilo je podijeljeno u 4 zonske lige | Hrvatsko i Bosanskohercegovačko natjecanje bilo je podijeljeno u 4 zonske lige | Hrvatsko i Bosanskohercegovačko natjecanje bilo je podijeljeno u 4 zonske lige | Hrvatsko i Bosanskohercegovačko natjecanje bilo je podijeljeno u 4 zonske lige | Hrvatsko i Bosanskohercegovačko natjecanje bilo je podijeljeno u 4 zonske lige | Hrvatsko i Bosanskohercegovačko natjecanje bilo je podijeljeno u 4 zonske lige | Hrvatsko i Bosanskohercegovačko natjecanje bilo je podijeljeno u 4 zonske lige | Hrvatsko i Bosanskohercegovačko natjecanje bilo je podijeljeno u 4 zonske lige | Hrvatsko i Bosanskohercegovačko natjecanje bilo je podijeljeno u 4 zonske lige | Hrvatsko i Bosanskohercegovačko natjecanje bilo je podijeljeno u 4 zonske lige | Hrvatsko i Bosanskohercegovačko natjecanje bilo je podijeljeno u 4 zonske lige | Hrvatsko i Bosanskohercegovačko natjecanje bilo je podijeljeno u 4 zonske lige | Odred Kikinda | Odred Kikinda | Odred Kikinda | Odred Kikinda | Odred Kikinda | Odred Kikinda | Odred Kikinda | Odred Kikinda | Srpska natjecanja bila su podijeljena u 4 zonske lige | Srpska natjecanja bila su podijeljena u 4 zonske lige | Srpska natjecanja bila su podijeljena u 4 zonske lige | Srpska natjecanja bila su podijeljena u 4 zonske lige | Srpska natjecanja bila su podijeljena u 4 zonske lige | Srpska natjecanja bila su podijeljena u 4 zonske lige | Srpska natjecanja bila su podijeljena u 4 zonske lige | Budućnost Peć | Budućnost Peć | Budućnost Peć | Budućnost Peć | Budućnost Peć | Budućnost Peć | Budućnost Peć | Budućnost Peć | OFK Titograd | OFK Titograd | OFK Titograd | OFK Titograd | OFK Titograd | OFK Titograd | OFK Titograd | Pobeda Prilep | Pobeda Prilep | Pobeda Prilep | Pobeda Prilep | Pobeda Prilep | Pobeda Prilep | Pobeda Prilep | Pobeda Prilep |               |
| Zonske lige                     | 1962./63. | Ljubljana | Ljubljana | Ljubljana | Ljubljana | Ljubljana | Ljubljana | Ljubljana | Hrvatsko i Bosanskohercegovačko natjecanje bilo je podijeljeno u 4 zonske lige | Hrvatsko i Bosanskohercegovačko natjecanje bilo je podijeljeno u 4 zonske lige | Hrvatsko i Bosanskohercegovačko natjecanje bilo je podijeljeno u 4 zonske lige | Hrvatsko i Bosanskohercegovačko natjecanje bilo je podijeljeno u 4 zonske lige | Hrvatsko i Bosanskohercegovačko natjecanje bilo je podijeljeno u 4 zonske lige | Hrvatsko i Bosanskohercegovačko natjecanje bilo je podijeljeno u 4 zonske lige | Hrvatsko i Bosanskohercegovačko natjecanje bilo je podijeljeno u 4 zonske lige | Hrvatsko i Bosanskohercegovačko natjecanje bilo je podijeljeno u 4 zonske lige | Hrvatsko i Bosanskohercegovačko natjecanje bilo je podijeljeno u 4 zonske lige | Hrvatsko i Bosanskohercegovačko natjecanje bilo je podijeljeno u 4 zonske lige | Hrvatsko i Bosanskohercegovačko natjecanje bilo je podijeljeno u 4 zonske lige | Hrvatsko i Bosanskohercegovačko natjecanje bilo je podijeljeno u 4 zonske lige | Hrvatsko i Bosanskohercegovačko natjecanje bilo je podijeljeno u 4 zonske lige | Hrvatsko i Bosanskohercegovačko natjecanje bilo je podijeljeno u 4 zonske lige | Hrvatsko i Bosanskohercegovačko natjecanje bilo je podijeljeno u 4 zonske lige | nije postojalo | nije postojalo | nije postojalo | nije postojalo | nije postojalo | nije postojalo | nije postojalo | nije postojalo | Srpska natjecanja bila su podijeljena u 4 zonske lige | Srpska natjecanja bila su podijeljena u 4 zonske lige | Srpska natjecanja bila su podijeljena u 4 zonske lige | Srpska natjecanja bila su podijeljena u 4 zonske lige | Srpska natjecanja bila su podijeljena u 4 zonske lige | Srpska natjecanja bila su podijeljena u 4 zonske lige | Srpska natjecanja bila su podijeljena u 4 zonske lige | nije postojalo | nije postojalo | nije postojalo | nije postojalo | nije postojalo | nije postojalo | nije postojalo | nije postojalo | | Lovćen Cetinje | Lovćen Cetinje | Lovćen Cetinje | Lovćen Cetinje | Lovćen Cetinje | Lovćen Cetinje | Lovćen Cetinje | Pobeda Prilep | Pobeda Prilep | Pobeda Prilep | Pobeda Prilep | Pobeda Prilep | Pobeda Prilep | Pobeda Prilep | Pobeda Prilep |
| Zonske lige                     | 1963./64. | Kladivar Celje | Kladivar Celje | Kladivar Celje | Kladivar Celje | Kladivar Celje | Kladivar Celje | Kladivar Celje | Hrvatsko i Bosanskohercegovačko natjecanje bilo je podijeljeno u 4 zonske lige | Hrvatsko i Bosanskohercegovačko natjecanje bilo je podijeljeno u 4 zonske lige | Hrvatsko i Bosanskohercegovačko natjecanje bilo je podijeljeno u 4 zonske lige | Hrvatsko i Bosanskohercegovačko natjecanje bilo je podijeljeno u 4 zonske lige | Hrvatsko i Bosanskohercegovačko natjecanje bilo je podijeljeno u 4 zonske lige | Hrvatsko i Bosanskohercegovačko natjecanje bilo je podijeljeno u 4 zonske lige | Hrvatsko i Bosanskohercegovačko natjecanje bilo je podijeljeno u 4 zonske lige | Hrvatsko i Bosanskohercegovačko natjecanje bilo je podijeljeno u 4 zonske lige | Hrvatsko i Bosanskohercegovačko natjecanje bilo je podijeljeno u 4 zonske lige | Hrvatsko i Bosanskohercegovačko natjecanje bilo je podijeljeno u 4 zonske lige | Hrvatsko i Bosanskohercegovačko natjecanje bilo je podijeljeno u 4 zonske lige | Hrvatsko i Bosanskohercegovačko natjecanje bilo je podijeljeno u 4 zonske lige | Hrvatsko i Bosanskohercegovačko natjecanje bilo je podijeljeno u 4 zonske lige | Hrvatsko i Bosanskohercegovačko natjecanje bilo je podijeljeno u 4 zonske lige | Hrvatsko i Bosanskohercegovačko natjecanje bilo je podijeljeno u 4 zonske lige | nije postojalo | nije postojalo | nije postojalo | nije postojalo | nije postojalo | nije postojalo | nije postojalo | nije postojalo | Srpska natjecanja bila su podijeljena u 4 zonske lige | Srpska natjecanja bila su podijeljena u 4 zonske lige | Srpska natjecanja bila su podijeljena u 4 zonske lige | Srpska natjecanja bila su podijeljena u 4 zonske lige | Srpska natjecanja bila su podijeljena u 4 zonske lige | Srpska natjecanja bila su podijeljena u 4 zonske lige | Srpska natjecanja bila su podijeljena u 4 zonske lige | nije postojalo | nije postojalo | nije postojalo | nije postojalo | nije postojalo | nije postojalo | nije postojalo | nije postojalo | OFK Titograd | OFK Titograd | OFK Titograd | OFK Titograd | OFK Titograd | OFK Titograd | OFK Titograd | Bregalnica Štip | Bregalnica Štip | Bregalnica Štip | Bregalnica Štip | Bregalnica Štip | Bregalnica Štip | Bregalnica Štip | Bregalnica Štip |               |
| Zonske lige                     | 1964./65. | Slovan Ljubljana | Slovan Ljubljana | Slovan Ljubljana | Slovan Ljubljana | Slovan Ljubljana | Slovan Ljubljana | Slovan Ljubljana | Hrvatsko i Bosanskohercegovačko natjecanje bilo je podijeljeno u 4 zonske lige | Hrvatsko i Bosanskohercegovačko natjecanje bilo je podijeljeno u 4 zonske lige | Hrvatsko i Bosanskohercegovačko natjecanje bilo je podijeljeno u 4 zonske lige | Hrvatsko i Bosanskohercegovačko natjecanje bilo je podijeljeno u 4 zonske lige | Hrvatsko i Bosanskohercegovačko natjecanje bilo je podijeljeno u 4 zonske lige | Hrvatsko i Bosanskohercegovačko natjecanje bilo je podijeljeno u 4 zonske lige | Hrvatsko i Bosanskohercegovačko natjecanje bilo je podijeljeno u 4 zonske lige | Hrvatsko i Bosanskohercegovačko natjecanje bilo je podijeljeno u 4 zonske lige | Hrvatsko i Bosanskohercegovačko natjecanje bilo je podijeljeno u 4 zonske lige | Hrvatsko i Bosanskohercegovačko natjecanje bilo je podijeljeno u 4 zonske lige | Hrvatsko i Bosanskohercegovačko natjecanje bilo je podijeljeno u 4 zonske lige | Hrvatsko i Bosanskohercegovačko natjecanje bilo je podijeljeno u 4 zonske lige | Hrvatsko i Bosanskohercegovačko natjecanje bilo je podijeljeno u 4 zonske lige | Hrvatsko i Bosanskohercegovačko natjecanje bilo je podijeljeno u 4 zonske lige | Hrvatsko i Bosanskohercegovačko natjecanje bilo je podijeljeno u 4 zonske lige | nije postojalo | nije postojalo | nije postojalo | nije postojalo | nije postojalo | nije postojalo | nije postojalo | nije postojalo | Srpska natjecanja bila su podijeljena u 4 zonske lige | Srpska natjecanja bila su podijeljena u 4 zonske lige | Srpska natjecanja bila su podijeljena u 4 zonske lige | Srpska natjecanja bila su podijeljena u 4 zonske lige | Srpska natjecanja bila su podijeljena u 4 zonske lige | Srpska natjecanja bila su podijeljena u 4 zonske lige | Srpska natjecanja bila su podijeljena u 4 zonske lige | nije postojalo | nije postojalo | nije postojalo | nije postojalo | nije postojalo | nije postojalo | nije postojalo | nije postojalo | Lovćen Cetinje | Lovćen Cetinje | Lovćen Cetinje | Lovćen Cetinje | Lovćen Cetinje | Lovćen Cetinje | Lovćen Cetinje | Teteks Tetovo | Teteks Tetovo | Teteks Tetovo | Teteks Tetovo | Teteks Tetovo | Teteks Tetovo | Teteks Tetovo | Teteks Tetovo |               |
| Zonske lige                     | 1965./66. | Aluminij Kidričevo | Aluminij Kidričevo | Aluminij Kidričevo | Aluminij Kidričevo | Aluminij Kidričevo | Aluminij Kidričevo | Aluminij Kidričevo | Hrvatsko i Bosanskohercegovačko natjecanje bilo je podijeljeno u 4 zonske lige | Hrvatsko i Bosanskohercegovačko natjecanje bilo je podijeljeno u 4 zonske lige | Hrvatsko i Bosanskohercegovačko natjecanje bilo je podijeljeno u 4 zonske lige | Hrvatsko i Bosanskohercegovačko natjecanje bilo je podijeljeno u 4 zonske lige | Hrvatsko i Bosanskohercegovačko natjecanje bilo je podijeljeno u 4 zonske lige | Hrvatsko i Bosanskohercegovačko natjecanje bilo je podijeljeno u 4 zonske lige | Hrvatsko i Bosanskohercegovačko natjecanje bilo je podijeljeno u 4 zonske lige | Hrvatsko i Bosanskohercegovačko natjecanje bilo je podijeljeno u 4 zonske lige | Hrvatsko i Bosanskohercegovačko natjecanje bilo je podijeljeno u 4 zonske lige | Hrvatsko i Bosanskohercegovačko natjecanje bilo je podijeljeno u 4 zonske lige | Hrvatsko i Bosanskohercegovačko natjecanje bilo je podijeljeno u 4 zonske lige | Hrvatsko i Bosanskohercegovačko natjecanje bilo je podijeljeno u 4 zonske lige | Hrvatsko i Bosanskohercegovačko natjecanje bilo je podijeljeno u 4 zonske lige | Hrvatsko i Bosanskohercegovačko natjecanje bilo je podijeljeno u 4 zonske lige | Hrvatsko i Bosanskohercegovačko natjecanje bilo je podijeljeno u 4 zonske lige | nije postojalo | nije postojalo | nije postojalo | nije postojalo | nije postojalo | nije postojalo | nije postojalo | nije postojalo | Srpska natjecanja bila su podijeljena u 4 zonske lige | Srpska natjecanja bila su podijeljena u 4 zonske lige | Srpska natjecanja bila su podijeljena u 4 zonske lige | Srpska natjecanja bila su podijeljena u 4 zonske lige | Srpska natjecanja bila su podijeljena u 4 zonske lige | Srpska natjecanja bila su podijeljena u 4 zonske lige | Srpska natjecanja bila su podijeljena u 4 zonske lige | nije postojalo | nije postojalo | nije postojalo | nije postojalo | nije postojalo | nije postojalo | nije postojalo | nije postojalo | Rudar Pljevlja | Rudar Pljevlja | Rudar Pljevlja | Rudar Pljevlja | Rudar Pljevlja | Rudar Pljevlja | Rudar Pljevlja | Rabotnički Skoplje | Rabotnički Skoplje | Rabotnički Skoplje | Rabotnički Skoplje | Rabotnički Skoplje | Rabotnički Skoplje | Rabotnički Skoplje | Rabotnički Skoplje |               |
| Zonske lige                     | 1966./67. | Ljubljana | Ljubljana | Ljubljana | Ljubljana | Ljubljana | Ljubljana | Ljubljana | Hrvatsko i Bosanskohercegovačko natjecanje bilo je podijeljeno u 4 zonske lige | Hrvatsko i Bosanskohercegovačko natjecanje bilo je podijeljeno u 4 zonske lige | Hrvatsko i Bosanskohercegovačko natjecanje bilo je podijeljeno u 4 zonske lige | Hrvatsko i Bosanskohercegovačko natjecanje bilo je podijeljeno u 4 zonske lige | Hrvatsko i Bosanskohercegovačko natjecanje bilo je podijeljeno u 4 zonske lige | Hrvatsko i Bosanskohercegovačko natjecanje bilo je podijeljeno u 4 zonske lige | Hrvatsko i Bosanskohercegovačko natjecanje bilo je podijeljeno u 4 zonske lige | Hrvatsko i Bosanskohercegovačko natjecanje bilo je podijeljeno u 4 zonske lige | Hrvatsko i Bosanskohercegovačko natjecanje bilo je podijeljeno u 4 zonske lige | Hrvatsko i Bosanskohercegovačko natjecanje bilo je podijeljeno u 4 zonske lige | Hrvatsko i Bosanskohercegovačko natjecanje bilo je podijeljeno u 4 zonske lige | Hrvatsko i Bosanskohercegovačko natjecanje bilo je podijeljeno u 4 zonske lige | Hrvatsko i Bosanskohercegovačko natjecanje bilo je podijeljeno u 4 zonske lige | Hrvatsko i Bosanskohercegovačko natjecanje bilo je podijeljeno u 4 zonske lige | Hrvatsko i Bosanskohercegovačko natjecanje bilo je podijeljeno u 4 zonske lige | nije postojalo | nije postojalo | nije postojalo | nije postojalo | nije postojalo | nije postojalo | nije postojalo | nije postojalo | Srpska natjecanja bila su podijeljena u 4 zonske lige | Srpska natjecanja bila su podijeljena u 4 zonske lige | Srpska natjecanja bila su podijeljena u 4 zonske lige | Srpska natjecanja bila su podijeljena u 4 zonske lige | Srpska natjecanja bila su podijeljena u 4 zonske lige | Srpska natjecanja bila su podijeljena u 4 zonske lige | Srpska natjecanja bila su podijeljena u 4 zonske lige | nije postojalo | nije postojalo | nije postojalo | nije postojalo | nije postojalo | nije postojalo | nije postojalo | nije postojalo | OFK Titograd | OFK Titograd | OFK Titograd | OFK Titograd | OFK Titograd | OFK Titograd | OFK Titograd | Bregalnica Štip | Bregalnica Štip | Bregalnica Štip | Bregalnica Štip | Bregalnica Štip | Bregalnica Štip | Bregalnica Štip | Bregalnica Štip |               |
| Zonske lige                     | 1967./68. | Ljubljana | Ljubljana | Ljubljana | Ljubljana | Ljubljana | Ljubljana | Ljubljana | Hrvatsko i Bosanskohercegovačko natjecanje bilo je podijeljeno u 4 zonske lige | Hrvatsko i Bosanskohercegovačko natjecanje bilo je podijeljeno u 4 zonske lige | Hrvatsko i Bosanskohercegovačko natjecanje bilo je podijeljeno u 4 zonske lige | Hrvatsko i Bosanskohercegovačko natjecanje bilo je podijeljeno u 4 zonske lige | Hrvatsko i Bosanskohercegovačko natjecanje bilo je podijeljeno u 4 zonske lige | Hrvatsko i Bosanskohercegovačko natjecanje bilo je podijeljeno u 4 zonske lige | Hrvatsko i Bosanskohercegovačko natjecanje bilo je podijeljeno u 4 zonske lige | Hrvatsko i Bosanskohercegovačko natjecanje bilo je podijeljeno u 4 zonske lige | Hrvatsko i Bosanskohercegovačko natjecanje bilo je podijeljeno u 4 zonske lige | Hrvatsko i Bosanskohercegovačko natjecanje bilo je podijeljeno u 4 zonske lige | Hrvatsko i Bosanskohercegovačko natjecanje bilo je podijeljeno u 4 zonske lige | Hrvatsko i Bosanskohercegovačko natjecanje bilo je podijeljeno u 4 zonske lige | Hrvatsko i Bosanskohercegovačko natjecanje bilo je podijeljeno u 4 zonske lige | Hrvatsko i Bosanskohercegovačko natjecanje bilo je podijeljeno u 4 zonske lige | Hrvatsko i Bosanskohercegovačko natjecanje bilo je podijeljeno u 4 zonske lige | nije postojalo | nije postojalo | nije postojalo | nije postojalo | nije postojalo | nije postojalo | nije postojalo | nije postojalo | Srpska natjecanja bila su podijeljena u 4 zonske lige | Srpska natjecanja bila su podijeljena u 4 zonske lige | Srpska natjecanja bila su podijeljena u 4 zonske lige | Srpska natjecanja bila su podijeljena u 4 zonske lige | Srpska natjecanja bila su podijeljena u 4 zonske lige | Srpska natjecanja bila su podijeljena u 4 zonske lige | Srpska natjecanja bila su podijeljena u 4 zonske lige | nije postojalo | nije postojalo | nije postojalo | nije postojalo | nije postojalo | nije postojalo | nije postojalo | nije postojalo | OFK Titograd | OFK Titograd | OFK Titograd | OFK Titograd | OFK Titograd | OFK Titograd | OFK Titograd | Rabotnički Skoplje | Rabotnički Skoplje | Rabotnički Skoplje | Rabotnički Skoplje | Rabotnički Skoplje | Rabotnički Skoplje | Rabotnički Skoplje | Rabotnički Skoplje |               |
| Zonske lige                     | 1968./69. | Železničar Maribor | Železničar Maribor | Železničar Maribor | Železničar Maribor | Železničar Maribor | Železničar Maribor | Železničar Maribor | Hrvatsko i Bosanskohercegovačko natjecanje bilo je podijeljeno u 4 zonske lige | Hrvatsko i Bosanskohercegovačko natjecanje bilo je podijeljeno u 4 zonske lige | Hrvatsko i Bosanskohercegovačko natjecanje bilo je podijeljeno u 4 zonske lige | Hrvatsko i Bosanskohercegovačko natjecanje bilo je podijeljeno u 4 zonske lige | Hrvatsko i Bosanskohercegovačko natjecanje bilo je podijeljeno u 4 zonske lige | Hrvatsko i Bosanskohercegovačko natjecanje bilo je podijeljeno u 4 zonske lige | Hrvatsko i Bosanskohercegovačko natjecanje bilo je podijeljeno u 4 zonske lige | Hrvatsko i Bosanskohercegovačko natjecanje bilo je podijeljeno u 4 zonske lige | Hrvatsko i Bosanskohercegovačko natjecanje bilo je podijeljeno u 4 zonske lige | Hrvatsko i Bosanskohercegovačko natjecanje bilo je podijeljeno u 4 zonske lige | Hrvatsko i Bosanskohercegovačko natjecanje bilo je podijeljeno u 4 zonske lige | Hrvatsko i Bosanskohercegovačko natjecanje bilo je podijeljeno u 4 zonske lige | Hrvatsko i Bosanskohercegovačko natjecanje bilo je podijeljeno u 4 zonske lige | Hrvatsko i Bosanskohercegovačko natjecanje bilo je podijeljeno u 4 zonske lige | Hrvatsko i Bosanskohercegovačko natjecanje bilo je podijeljeno u 4 zonske lige | Hajduk Kula | Hajduk Kula | Hajduk Kula | Hajduk Kula | Hajduk Kula | Hajduk Kula | Hajduk Kula | Hajduk Kula | Srpska natjecanja bila su podijeljena u 4 zonske lige | Srpska natjecanja bila su podijeljena u 4 zonske lige | Srpska natjecanja bila su podijeljena u 4 zonske lige | Srpska natjecanja bila su podijeljena u 4 zonske lige | Srpska natjecanja bila su podijeljena u 4 zonske lige | Srpska natjecanja bila su podijeljena u 4 zonske lige | Srpska natjecanja bila su podijeljena u 4 zonske lige | Vlaznimi Đakovica | Vlaznimi Đakovica | Vlaznimi Đakovica | Vlaznimi Đakovica | Vlaznimi Đakovica | Vlaznimi Đakovica | Vlaznimi Đakovica | Vlaznimi Đakovica | Tara Titograd | Tara Titograd | Tara Titograd | Tara Titograd | Tara Titograd | Tara Titograd | Tara Titograd | Teteks Tetovo | Teteks Tetovo | Teteks Tetovo | Teteks Tetovo | Teteks Tetovo | Teteks Tetovo | Teteks Tetovo | Teteks Tetovo |               |
| Zonske lige                     | 1969./70. | Mura M. Sobota | Mura M. Sobota | Mura M. Sobota | Mura M. Sobota | Mura M. Sobota | Mura M. Sobota | Mura M. Sobota | Hrvatsko i Bosanskohercegovačko natjecanje bilo je podijeljeno u 4 zonske lige | Hrvatsko i Bosanskohercegovačko natjecanje bilo je podijeljeno u 4 zonske lige | Hrvatsko i Bosanskohercegovačko natjecanje bilo je podijeljeno u 4 zonske lige | Hrvatsko i Bosanskohercegovačko natjecanje bilo je podijeljeno u 4 zonske lige | Hrvatsko i Bosanskohercegovačko natjecanje bilo je podijeljeno u 4 zonske lige | Hrvatsko i Bosanskohercegovačko natjecanje bilo je podijeljeno u 4 zonske lige | Hrvatsko i Bosanskohercegovačko natjecanje bilo je podijeljeno u 4 zonske lige | Hrvatsko i Bosanskohercegovačko natjecanje bilo je podijeljeno u 4 zonske lige | Hrvatsko i Bosanskohercegovačko natjecanje bilo je podijeljeno u 4 zonske lige | Hrvatsko i Bosanskohercegovačko natjecanje bilo je podijeljeno u 4 zonske lige | Hrvatsko i Bosanskohercegovačko natjecanje bilo je podijeljeno u 4 zonske lige | Hrvatsko i Bosanskohercegovačko natjecanje bilo je podijeljeno u 4 zonske lige | Hrvatsko i Bosanskohercegovačko natjecanje bilo je podijeljeno u 4 zonske lige | Hrvatsko i Bosanskohercegovačko natjecanje bilo je podijeljeno u 4 zonske lige | Hrvatsko i Bosanskohercegovačko natjecanje bilo je podijeljeno u 4 zonske lige | Hajduk Kula | Hajduk Kula | Hajduk Kula | Hajduk Kula | Hajduk Kula | Hajduk Kula | Hajduk Kula | Hajduk Kula | Srpska natjecanja bila su podijeljena u 4 zonske lige | Srpska natjecanja bila su podijeljena u 4 zonske lige | Srpska natjecanja bila su podijeljena u 4 zonske lige | Srpska natjecanja bila su podijeljena u 4 zonske lige | Srpska natjecanja bila su podijeljena u 4 zonske lige | Srpska natjecanja bila su podijeljena u 4 zonske lige | Srpska natjecanja bila su podijeljena u 4 zonske lige | Vlaznimi Đakovica | Vlaznimi Đakovica | Vlaznimi Đakovica | Vlaznimi Đakovica | Vlaznimi Đakovica | Vlaznimi Đakovica | Vlaznimi Đakovica | Vlaznimi Đakovica | Iskra Danilovgrad | Iskra Danilovgrad | Iskra Danilovgrad | Iskra Danilovgrad | Iskra Danilovgrad | Iskra Danilovgrad | Iskra Danilovgrad | MIK Skoplje | MIK Skoplje | MIK Skoplje | MIK Skoplje | MIK Skoplje | MIK Skoplje | MIK Skoplje | MIK Skoplje |               |
| Zonske lige                     | 1970./71. | Mercator Ljubljana | Mercator Ljubljana | Mercator Ljubljana | Mercator Ljubljana | Mercator Ljubljana | Mercator Ljubljana | Mercator Ljubljana | Hrvatsko i Bosanskohercegovačko natjecanje bilo je podijeljeno u 4 zonske lige | Hrvatsko i Bosanskohercegovačko natjecanje bilo je podijeljeno u 4 zonske lige | Hrvatsko i Bosanskohercegovačko natjecanje bilo je podijeljeno u 4 zonske lige | Hrvatsko i Bosanskohercegovačko natjecanje bilo je podijeljeno u 4 zonske lige | Hrvatsko i Bosanskohercegovačko natjecanje bilo je podijeljeno u 4 zonske lige | Hrvatsko i Bosanskohercegovačko natjecanje bilo je podijeljeno u 4 zonske lige | Hrvatsko i Bosanskohercegovačko natjecanje bilo je podijeljeno u 4 zonske lige | Hrvatsko i Bosanskohercegovačko natjecanje bilo je podijeljeno u 4 zonske lige | Hrvatsko i Bosanskohercegovačko natjecanje bilo je podijeljeno u 4 zonske lige | Hrvatsko i Bosanskohercegovačko natjecanje bilo je podijeljeno u 4 zonske lige | Hrvatsko i Bosanskohercegovačko natjecanje bilo je podijeljeno u 4 zonske lige | Hrvatsko i Bosanskohercegovačko natjecanje bilo je podijeljeno u 4 zonske lige | Hrvatsko i Bosanskohercegovačko natjecanje bilo je podijeljeno u 4 zonske lige | Hrvatsko i Bosanskohercegovačko natjecanje bilo je podijeljeno u 4 zonske lige | Hrvatsko i Bosanskohercegovačko natjecanje bilo je podijeljeno u 4 zonske lige | Srem S. Mitrovica | Srem S. Mitrovica | Srem S. Mitrovica | Srem S. Mitrovica | Srem S. Mitrovica | Srem S. Mitrovica | Srem S. Mitrovica | Srem S. Mitrovica | Srpska natjecanja bila su podijeljena u 4 zonske lige | Srpska natjecanja bila su podijeljena u 4 zonske lige | Srpska natjecanja bila su podijeljena u 4 zonske lige | Srpska natjecanja bila su podijeljena u 4 zonske lige | Srpska natjecanja bila su podijeljena u 4 zonske lige | Srpska natjecanja bila su podijeljena u 4 zonske lige | Srpska natjecanja bila su podijeljena u 4 zonske lige | Vlaznimi Đakovica | Vlaznimi Đakovica | Vlaznimi Đakovica | Vlaznimi Đakovica | Vlaznimi Đakovica | Vlaznimi Đakovica | Vlaznimi Đakovica | Vlaznimi Đakovica | Bokelj Kotor | Bokelj Kotor | Bokelj Kotor | Bokelj Kotor | Bokelj Kotor | Bokelj Kotor | Bokelj Kotor | Kumanovo | Kumanovo | Kumanovo | Kumanovo | Kumanovo | Kumanovo | Kumanovo | Kumanovo |               |
| Zonske lige                     | 1971./72. | Rudar Trbovlje | Rudar Trbovlje | Rudar Trbovlje | Rudar Trbovlje | Rudar Trbovlje | Rudar Trbovlje | Rudar Trbovlje | Hrvatsko i Bosanskohercegovačko natjecanje bilo je podijeljeno u 4 zonske lige | Hrvatsko i Bosanskohercegovačko natjecanje bilo je podijeljeno u 4 zonske lige | Hrvatsko i Bosanskohercegovačko natjecanje bilo je podijeljeno u 4 zonske lige | Hrvatsko i Bosanskohercegovačko natjecanje bilo je podijeljeno u 4 zonske lige | Hrvatsko i Bosanskohercegovačko natjecanje bilo je podijeljeno u 4 zonske lige | Hrvatsko i Bosanskohercegovačko natjecanje bilo je podijeljeno u 4 zonske lige | Hrvatsko i Bosanskohercegovačko natjecanje bilo je podijeljeno u 4 zonske lige | Hrvatsko i Bosanskohercegovačko natjecanje bilo je podijeljeno u 4 zonske lige | Hrvatsko i Bosanskohercegovačko natjecanje bilo je podijeljeno u 4 zonske lige | Hrvatsko i Bosanskohercegovačko natjecanje bilo je podijeljeno u 4 zonske lige | Hrvatsko i Bosanskohercegovačko natjecanje bilo je podijeljeno u 4 zonske lige | Hrvatsko i Bosanskohercegovačko natjecanje bilo je podijeljeno u 4 zonske lige | Hrvatsko i Bosanskohercegovačko natjecanje bilo je podijeljeno u 4 zonske lige | Hrvatsko i Bosanskohercegovačko natjecanje bilo je podijeljeno u 4 zonske lige | Hrvatsko i Bosanskohercegovačko natjecanje bilo je podijeljeno u 4 zonske lige | Radnički Sombor | Radnički Sombor | Radnički Sombor | Radnički Sombor | Radnički Sombor | Radnički Sombor | Radnički Sombor | Radnički Sombor | Srpska natjecanja bila su podijeljena u 4 zonske lige | Srpska natjecanja bila su podijeljena u 4 zonske lige | Srpska natjecanja bila su podijeljena u 4 zonske lige | Srpska natjecanja bila su podijeljena u 4 zonske lige | Srpska natjecanja bila su podijeljena u 4 zonske lige | Srpska natjecanja bila su podijeljena u 4 zonske lige | Srpska natjecanja bila su podijeljena u 4 zonske lige | Obilić | Obilić | Obilić | Obilić | Obilić | Obilić | Obilić | Obilić | Jedinstvo Bijelo Polje | Jedinstvo Bijelo Polje | Jedinstvo Bijelo Polje | Jedinstvo Bijelo Polje | Jedinstvo Bijelo Polje | Jedinstvo Bijelo Polje | Jedinstvo Bijelo Polje | Tikveš Kavadarci | Tikveš Kavadarci | Tikveš Kavadarci | Tikveš Kavadarci | Tikveš Kavadarci | Tikveš Kavadarci | Tikveš Kavadarci | Tikveš Kavadarci |               |
| Zonske lige                     | 1972./73. | Železničar Maribor | Železničar Maribor | Železničar Maribor | Železničar Maribor | Železničar Maribor | Železničar Maribor | Železničar Maribor | Hrvatsko i Bosanskohercegovačko natjecanje bilo je podijeljeno u 4 zonske lige | Hrvatsko i Bosanskohercegovačko natjecanje bilo je podijeljeno u 4 zonske lige | Hrvatsko i Bosanskohercegovačko natjecanje bilo je podijeljeno u 4 zonske lige | Hrvatsko i Bosanskohercegovačko natjecanje bilo je podijeljeno u 4 zonske lige | Hrvatsko i Bosanskohercegovačko natjecanje bilo je podijeljeno u 4 zonske lige | Hrvatsko i Bosanskohercegovačko natjecanje bilo je podijeljeno u 4 zonske lige | Hrvatsko i Bosanskohercegovačko natjecanje bilo je podijeljeno u 4 zonske lige | Hrvatsko i Bosanskohercegovačko natjecanje bilo je podijeljeno u 4 zonske lige | Hrvatsko i Bosanskohercegovačko natjecanje bilo je podijeljeno u 4 zonske lige | Hrvatsko i Bosanskohercegovačko natjecanje bilo je podijeljeno u 4 zonske lige | Hrvatsko i Bosanskohercegovačko natjecanje bilo je podijeljeno u 4 zonske lige | Hrvatsko i Bosanskohercegovačko natjecanje bilo je podijeljeno u 4 zonske lige | Hrvatsko i Bosanskohercegovačko natjecanje bilo je podijeljeno u 4 zonske lige | Hrvatsko i Bosanskohercegovačko natjecanje bilo je podijeljeno u 4 zonske lige | Hrvatsko i Bosanskohercegovačko natjecanje bilo je podijeljeno u 4 zonske lige | Vrbas | Vrbas | Vrbas | Vrbas | Vrbas | Vrbas | Vrbas | Vrbas | Srpska natjecanja bila su podijeljena u 4 zonske lige | Srpska natjecanja bila su podijeljena u 4 zonske lige | Srpska natjecanja bila su podijeljena u 4 zonske lige | Srpska natjecanja bila su podijeljena u 4 zonske lige | Srpska natjecanja bila su podijeljena u 4 zonske lige | Srpska natjecanja bila su podijeljena u 4 zonske lige | Srpska natjecanja bila su podijeljena u 4 zonske lige | Kosovo Polje | Kosovo Polje | Kosovo Polje | Kosovo Polje | Kosovo Polje | Kosovo Polje | Kosovo Polje | Kosovo Polje | Iskra Danilovgrad | Iskra Danilovgrad | Iskra Danilovgrad | Iskra Danilovgrad | Iskra Danilovgrad | Iskra Danilovgrad | Iskra Danilovgrad | Rabotnički Skoplje | Rabotnički Skoplje | Rabotnički Skoplje | Rabotnički Skoplje | Rabotnički Skoplje | Rabotnički Skoplje | Rabotnički Skoplje | Rabotnički Skoplje |               |
|                                 |           | Slovenija | Slovenija | Slovenija | Slovenija | Slovenija | Slovenija | Slovenija | Hrvatska | Hrvatska | Hrvatska | Hrvatska | Hrvatska | Hrvatska | Hrvatska | Hrvatska | BiH | BiH | BiH | BiH | BiH | BiH | BiH | Vojvodina | Vojvodina | Vojvodina | Vojvodina | Vojvodina | Vojvodina | Vojvodina | Vojvodina | Srbija | Srbija | Srbija | Srbija | Srbija | Srbija | Srbija | Kosovo | Kosovo | Kosovo | Kosovo | Kosovo | Kosovo | Kosovo | Kosovo | Crna Gora | Crna Gora | Crna Gora | Crna Gora | Crna Gora | Crna Gora | Crna Gora | Makedonija | Makedonija | Makedonija | Makedonija | Makedonija | Makedonija | Makedonija | Makedonija |               |
| Republičke lige                 | 1973./74. | Rudar Trbovlje | Rudar Trbovlje | Rudar Trbovlje | Rudar Trbovlje | Rudar Trbovlje | Rudar Trbovlje | Rudar Trbovlje | Varteks Varaždin | Varteks Varaždin | Varteks Varaždin | Varteks Varaždin | Varteks Varaždin | Varteks Varaždin | Varteks Varaždin | Varteks Varaždin | Jedinstvo Bihać | Jedinstvo Bihać | Jedinstvo Bihać | Jedinstvo Bihać | Jedinstvo Bihać | Jedinstvo Bihać | Jedinstvo Bihać | Vrbas | Vrbas | Vrbas | Vrbas | Vrbas | Vrbas | Vrbas | Vrbas | Sloga Kraljevo | Sloga Kraljevo | Sloga Kraljevo | Sloga Kraljevo | Sloga Kraljevo | Sloga Kraljevo | Sloga Kraljevo | Vlaznimi Đakovica | Vlaznimi Đakovica | Vlaznimi Đakovica | Vlaznimi Đakovica | Vlaznimi Đakovica | Vlaznimi Đakovica | Vlaznimi Đakovica | Vlaznimi Đakovica | Lovćen Cetinje | Lovćen Cetinje | Lovćen Cetinje | Lovćen Cetinje | Lovćen Cetinje | Lovćen Cetinje | Lovćen Cetinje | Teteks Tetovo | Teteks Tetovo | Teteks Tetovo | Teteks Tetovo | Teteks Tetovo | Teteks Tetovo | Teteks Tetovo | Teteks Tetovo |               |
| Republičke lige                 | 1974./75. | Mercator Ljubljana | Mercator Ljubljana | Mercator Ljubljana | Mercator Ljubljana | Mercator Ljubljana | Mercator Ljubljana | Mercator Ljubljana | Dinamo Vinkovci | Dinamo Vinkovci | Dinamo Vinkovci | Dinamo Vinkovci | Dinamo Vinkovci | Dinamo Vinkovci | Dinamo Vinkovci | Dinamo Vinkovci | Jedinstvo Brčko | Jedinstvo Brčko | Jedinstvo Brčko | Jedinstvo Brčko | Jedinstvo Brčko | Jedinstvo Brčko | Jedinstvo Brčko | Spartak Subotica | Spartak Subotica | Spartak Subotica | Spartak Subotica | Spartak Subotica | Spartak Subotica | Spartak Subotica | Spartak Subotica | Dubočica Leskovac | Dubočica Leskovac | Dubočica Leskovac | Dubočica Leskovac | Dubočica Leskovac | Dubočica Leskovac | Dubočica Leskovac | Lirija Prizren | Lirija Prizren | Lirija Prizren | Lirija Prizren | Lirija Prizren | Lirija Prizren | Lirija Prizren | Lirija Prizren | OFK Titograd | OFK Titograd | OFK Titograd | OFK Titograd | OFK Titograd | OFK Titograd | OFK Titograd | Pelister Bitolj | Pelister Bitolj | Pelister Bitolj | Pelister Bitolj | Pelister Bitolj | Pelister Bitolj | Pelister Bitolj | Pelister Bitolj |               |
| Republičke lige                 | 1975./76. | Maribor | Maribor | Maribor | Maribor | Maribor | Maribor | Maribor | Metalac Sisak | Metalac Sisak | Metalac Sisak | Metalac Sisak | Metalac Sisak | Metalac Sisak | Metalac Sisak | Metalac Sisak | Rudar Ljubija | Rudar Ljubija | Rudar Ljubija | Rudar Ljubija | Rudar Ljubija | Rudar Ljubija | Rudar Ljubija | OFK Kikinda | OFK Kikinda | OFK Kikinda | OFK Kikinda | OFK Kikinda | OFK Kikinda | OFK Kikinda | OFK Kikinda | FAP Priboj | FAP Priboj | FAP Priboj | FAP Priboj | FAP Priboj | FAP Priboj | FAP Priboj | REHMK Kosovo | REHMK Kosovo | REHMK Kosovo | REHMK Kosovo | REHMK Kosovo | REHMK Kosovo | REHMK Kosovo | REHMK Kosovo | Jedinstvo Bijelo Polje | Jedinstvo Bijelo Polje | Jedinstvo Bijelo Polje | Jedinstvo Bijelo Polje | Jedinstvo Bijelo Polje | Jedinstvo Bijelo Polje | Jedinstvo Bijelo Polje | Bregalnica Štip | Bregalnica Štip | Bregalnica Štip | Bregalnica Štip | Bregalnica Štip | Bregalnica Štip | Bregalnica Štip | Bregalnica Štip |               |
| Republičke lige                 | 1976./77. | Rudar Velenje | Rudar Velenje | Rudar Velenje | Rudar Velenje | Rudar Velenje | Rudar Velenje | Rudar Velenje | BSK Slavonski Brod | BSK Slavonski Brod | BSK Slavonski Brod | BSK Slavonski Brod | BSK Slavonski Brod | BSK Slavonski Brod | BSK Slavonski Brod | BSK Slavonski Brod | Radnik Bijeljina | Radnik Bijeljina | Radnik Bijeljina | Radnik Bijeljina | Radnik Bijeljina | Radnik Bijeljina | Radnik Bijeljina | Vrbas | Vrbas | Vrbas | Vrbas | Vrbas | Vrbas | Vrbas | Vrbas | Majdanpek | Majdanpek | Majdanpek | Majdanpek | Majdanpek | Majdanpek | Majdanpek | Priština | Priština | Priština | Priština | Priština | Priština | Priština | Priština | Sutjeska Nišić | Sutjeska Nišić | Sutjeska Nišić | Sutjeska Nišić | Sutjeska Nišić | Sutjeska Nišić | Sutjeska Nišić | Rabotnički Skoplje | Rabotnički Skoplje | Rabotnički Skoplje | Rabotnički Skoplje | Rabotnički Skoplje | Rabotnički Skoplje | Rabotnički Skoplje | Rabotnički Skoplje |               |
| Republičke lige                 | 1977./78. | Mercator Ljubljana | Mercator Ljubljana | Mercator Ljubljana | Mercator Ljubljana | Mercator Ljubljana | Mercator Ljubljana | Mercator Ljubljana | Segesta Sisak | Segesta Sisak | Segesta Sisak | Segesta Sisak | Segesta Sisak | Segesta Sisak | Segesta Sisak | Segesta Sisak | Bosna Visoko | Bosna Visoko | Bosna Visoko | Bosna Visoko | Bosna Visoko | Bosna Visoko | Bosna Visoko | Spartak Subotica | Spartak Subotica | Spartak Subotica | Spartak Subotica | Spartak Subotica | Spartak Subotica | Spartak Subotica | Spartak Subotica | Galenika Zemun | Galenika Zemun | Galenika Zemun | Galenika Zemun | Galenika Zemun | Galenika Zemun | Galenika Zemun | Budućnost Peć | Budućnost Peć | Budućnost Peć | Budućnost Peć | Budućnost Peć | Budućnost Peć | Budućnost Peć | Budućnost Peć | Jedinstvo Bijelo Polje | Jedinstvo Bijelo Polje | Jedinstvo Bijelo Polje | Jedinstvo Bijelo Polje | Jedinstvo Bijelo Polje | Jedinstvo Bijelo Polje | Jedinstvo Bijelo Polje | Tikveš Kavadarci | Tikveš Kavadarci | Tikveš Kavadarci | Tikveš Kavadarci | Tikveš Kavadarci | Tikveš Kavadarci | Tikveš Kavadarci | Tikveš Kavadarci |               |
| Republičke lige                 | 1978./79. | Rudar Trbovlje | Rudar Trbovlje | Rudar Trbovlje | Rudar Trbovlje | Rudar Trbovlje | Rudar Trbovlje | Rudar Trbovlje | Istra Pula | Istra Pula | Istra Pula | Istra Pula | Istra Pula | Istra Pula | Istra Pula | Istra Pula | Jedinstvo Bihać | Jedinstvo Bihać | Jedinstvo Bihać | Jedinstvo Bihać | Jedinstvo Bihać | Jedinstvo Bihać | Jedinstvo Bihać | Vrbas | Vrbas | Vrbas | Vrbas | Vrbas | Vrbas | Vrbas | Vrbas | Bor | Bor | Bor | Bor | Bor | Bor | Bor | Priština | Priština | Priština | Priština | Priština | Priština | Priština | Priština | OFK Titograd | OFK Titograd | OFK Titograd | OFK Titograd | OFK Titograd | OFK Titograd | OFK Titograd | Pobeda Prilep | Pobeda Prilep | Pobeda Prilep | Pobeda Prilep | Pobeda Prilep | Pobeda Prilep | Pobeda Prilep | Pobeda Prilep |               |
| Republičke lige                 | 1979./80. | Mercator Ljubljana | Mercator Ljubljana | Mercator Ljubljana | Mercator Ljubljana | Mercator Ljubljana | Mercator Ljubljana | Mercator Ljubljana | GOŠK-Jug Dubrovnik | GOŠK-Jug Dubrovnik | GOŠK-Jug Dubrovnik | GOŠK-Jug Dubrovnik | GOŠK-Jug Dubrovnik | GOŠK-Jug Dubrovnik | GOŠK-Jug Dubrovnik | GOŠK-Jug Dubrovnik | Jedinstvo Brčko | Jedinstvo Brčko | Jedinstvo Brčko | Jedinstvo Brčko | Jedinstvo Brčko | Jedinstvo Brčko | Jedinstvo Brčko | AIK Bačka Topola | AIK Bačka Topola | AIK Bačka Topola | AIK Bačka Topola | AIK Bačka Topola | AIK Bačka Topola | AIK Bačka Topola | AIK Bačka Topola | Sloboda Užice | Sloboda Užice | Sloboda Užice | Sloboda Užice | Sloboda Užice | Sloboda Užice | Sloboda Užice | Vlaznimi Đakovica | Vlaznimi Đakovica | Vlaznimi Đakovica | Vlaznimi Đakovica | Vlaznimi Đakovica | Vlaznimi Đakovica | Vlaznimi Đakovica | Vlaznimi Đakovica | Lovćen Cetinje | Lovćen Cetinje | Lovćen Cetinje | Lovćen Cetinje | Lovćen Cetinje | Lovćen Cetinje | Lovćen Cetinje | Rabotnički Skoplje | Rabotnički Skoplje | Rabotnički Skoplje | Rabotnički Skoplje | Rabotnički Skoplje | Rabotnički Skoplje | Rabotnički Skoplje | Rabotnički Skoplje |               |
| Republičke lige                 | 1980./81. | Šmartno | Šmartno | Šmartno | Šmartno | Šmartno | Šmartno | Šmartno | Solin | Solin | Solin | Solin | Solin | Solin | Solin | Solin | Kozara Gradiška | Kozara Gradiška | Kozara Gradiška | Kozara Gradiška | Kozara Gradiška | Kozara Gradiška | Kozara Gradiška | OFK Kikinda | OFK Kikinda | OFK Kikinda | OFK Kikinda | OFK Kikinda | OFK Kikinda | OFK Kikinda | OFK Kikinda | Timok Zaječar | Timok Zaječar | Timok Zaječar | Timok Zaječar | Timok Zaječar | Timok Zaječar | Timok Zaječar | Lirija Prizren | Lirija Prizren | Lirija Prizren | Lirija Prizren | Lirija Prizren | Lirija Prizren | Lirija Prizren | Lirija Prizren | Mogren Budva | Mogren Budva | Mogren Budva | Mogren Budva | Mogren Budva | Mogren Budva | Mogren Budva | Pobeda Prilep | Pobeda Prilep | Pobeda Prilep | Pobeda Prilep | Pobeda Prilep | Pobeda Prilep | Pobeda Prilep | Pobeda Prilep |               |
| Republičke lige                 | 1981./82. | Maribor | Maribor | Maribor | Maribor | Maribor | Maribor | Maribor | Varteks Varaždin | Varteks Varaždin | Varteks Varaždin | Varteks Varaždin | Varteks Varaždin | Varteks Varaždin | Varteks Varaždin | Varteks Varaždin | Radnik Bijeljina | Radnik Bijeljina | Radnik Bijeljina | Radnik Bijeljina | Radnik Bijeljina | Radnik Bijeljina | Radnik Bijeljina | Novi Sad | Novi Sad | Novi Sad | Novi Sad | Novi Sad | Novi Sad | Novi Sad | Novi Sad | Radnički Pirot | Radnički Pirot | Radnički Pirot | Radnički Pirot | Radnički Pirot | Radnički Pirot | Radnički Pirot | Vlaznimi Đakovica | Vlaznimi Đakovica | Vlaznimi Đakovica | Vlaznimi Đakovica | Vlaznimi Đakovica | Vlaznimi Đakovica | Vlaznimi Đakovica | Vlaznimi Đakovica | Lovćen Cetinje | Lovćen Cetinje | Lovćen Cetinje | Lovćen Cetinje | Lovćen Cetinje | Lovćen Cetinje | Lovćen Cetinje | Pelister Bitolj | Pelister Bitolj | Pelister Bitolj | Pelister Bitolj | Pelister Bitolj | Pelister Bitolj | Pelister Bitolj | Pelister Bitolj |               |
| Republičke lige                 | 1982./83. | Slovan Ljubljana | Slovan Ljubljana | Slovan Ljubljana | Slovan Ljubljana | Slovan Ljubljana | Slovan Ljubljana | Slovan Ljubljana | Šibenik | Šibenik | Šibenik | Šibenik | Šibenik | Šibenik | Šibenik | Šibenik | Sloga Doboj | Sloga Doboj | Sloga Doboj | Sloga Doboj | Sloga Doboj | Sloga Doboj | Sloga Doboj | Vrbas | Vrbas | Vrbas | Vrbas | Vrbas | Vrbas | Vrbas | Vrbas | Kolubara Lazarevac | Kolubara Lazarevac | Kolubara Lazarevac | Kolubara Lazarevac | Kolubara Lazarevac | Kolubara Lazarevac | Kolubara Lazarevac | GIK Ramiz Sadiku | GIK Ramiz Sadiku | GIK Ramiz Sadiku | GIK Ramiz Sadiku | GIK Ramiz Sadiku | GIK Ramiz Sadiku | GIK Ramiz Sadiku | GIK Ramiz Sadiku | Ivangrad | Ivangrad | Ivangrad | Ivangrad | Ivangrad | Ivangrad | Ivangrad | Belasica Strumica | Belasica Strumica | Belasica Strumica | Belasica Strumica | Belasica Strumica | Belasica Strumica | Belasica Strumica | Belasica Strumica |               |
| Republičke lige                 | 1983./84. | Maribor | Maribor | Maribor | Maribor | Maribor | Maribor | Maribor | Split | Split | Split | Split | Split | Split | Split | Split | Rudar Ljubija | Rudar Ljubija | Rudar Ljubija | Rudar Ljubija | Rudar Ljubija | Rudar Ljubija | Rudar Ljubija | Crvenka | Crvenka | Crvenka | Crvenka | Crvenka | Crvenka | Crvenka | Crvenka | Novi Pazar | Novi Pazar | Novi Pazar | Novi Pazar | Novi Pazar | Novi Pazar | Novi Pazar | Lirija Prizren | Lirija Prizren | Lirija Prizren | Lirija Prizren | Lirija Prizren | Lirija Prizren | Lirija Prizren | Lirija Prizren | OFK Titograd | OFK Titograd | OFK Titograd | OFK Titograd | OFK Titograd | OFK Titograd | OFK Titograd | Bregalnica Štip | Bregalnica Štip | Bregalnica Štip | Bregalnica Štip | Bregalnica Štip | Bregalnica Štip | Bregalnica Štip | Bregalnica Štip |               |
| Republičke lige                 | 1984./85. | Koper | Koper | Koper | Koper | Koper | Koper | Koper | Zadar | Zadar | Zadar | Zadar | Zadar | Zadar | Zadar | Zadar | Famos Hrasnica | Famos Hrasnica | Famos Hrasnica | Famos Hrasnica | Famos Hrasnica | Famos Hrasnica | Famos Hrasnica | AIK Bačka Topola | AIK Bačka Topola | AIK Bačka Topola | AIK Bačka Topola | AIK Bačka Topola | AIK Bačka Topola | AIK Bačka Topola | AIK Bačka Topola | Radnički Kragujevac | Radnički Kragujevac | Radnički Kragujevac | Radnički Kragujevac | Radnički Kragujevac | Radnički Kragujevac | Radnički Kragujevac | Crvena zvezda Gnjilane | Crvena zvezda Gnjilane | Crvena zvezda Gnjilane | Crvena zvezda Gnjilane | Crvena zvezda Gnjilane | Crvena zvezda Gnjilane | Crvena zvezda Gnjilane | Crvena zvezda Gnjilane | Lovćen Cetinje | Lovćen Cetinje | Lovćen Cetinje | Lovćen Cetinje | Lovćen Cetinje | Lovćen Cetinje | Lovćen Cetinje | Teteks Tetovo | Teteks Tetovo | Teteks Tetovo | Teteks Tetovo | Teteks Tetovo | Teteks Tetovo | Teteks Tetovo | Teteks Tetovo |               |
| Republičke lige                 | 1985./86. | Maribor | Maribor | Maribor | Maribor | Maribor | Maribor | Maribor | Mladost Petrinja | Mladost Petrinja | Mladost Petrinja | Mladost Petrinja | Mladost Petrinja | Mladost Petrinja | Mladost Petrinja | Mladost Petrinja | Sloga Doboj | Sloga Doboj | Sloga Doboj | Sloga Doboj | Sloga Doboj | Sloga Doboj | Sloga Doboj | Dinamo Pančevo | Dinamo Pančevo | Dinamo Pančevo | Dinamo Pančevo | Dinamo Pančevo | Dinamo Pančevo | Dinamo Pančevo | Dinamo Pančevo | Majdanpek | Majdanpek | Majdanpek | Majdanpek | Majdanpek | Majdanpek | Majdanpek | Vlaznimi Đakovica | Vlaznimi Đakovica | Vlaznimi Đakovica | Vlaznimi Đakovica | Vlaznimi Đakovica | Vlaznimi Đakovica | Vlaznimi Đakovica | Vlaznimi Đakovica | Bokelj Kotor | Bokelj Kotor | Bokelj Kotor | Bokelj Kotor | Bokelj Kotor | Bokelj Kotor | Bokelj Kotor | Pobeda Prilep | Pobeda Prilep | Pobeda Prilep | Pobeda Prilep | Pobeda Prilep | Pobeda Prilep | Pobeda Prilep | Pobeda Prilep |               |
| Republičke lige                 | 1986./87. | Olimpija Ljubljana | Olimpija Ljubljana | Olimpija Ljubljana | Olimpija Ljubljana | Olimpija Ljubljana | Olimpija Ljubljana | Olimpija Ljubljana | Šparta Beli Manastir | Šparta Beli Manastir | Šparta Beli Manastir | Šparta Beli Manastir | Šparta Beli Manastir | Šparta Beli Manastir | Šparta Beli Manastir | Šparta Beli Manastir | Borac Travnik | Borac Travnik | Borac Travnik | Borac Travnik | Borac Travnik | Borac Travnik | Borac Travnik | Kabel Novi Sad | Kabel Novi Sad | Kabel Novi Sad | Kabel Novi Sad | Kabel Novi Sad | Kabel Novi Sad | Kabel Novi Sad | Kabel Novi Sad | Mačva Šabac | Mačva Šabac | Mačva Šabac | Mačva Šabac | Mačva Šabac | Mačva Šabac | Mačva Šabac | Lirija Prizren | Lirija Prizren | Lirija Prizren | Lirija Prizren | Lirija Prizren | Lirija Prizren | Lirija Prizren | Lirija Prizren | OFK Titograd | OFK Titograd | OFK Titograd | OFK Titograd | OFK Titograd | OFK Titograd | OFK Titograd | Metalurg Skoplje | Metalurg Skoplje | Metalurg Skoplje | Metalurg Skoplje | Metalurg Skoplje | Metalurg Skoplje | Metalurg Skoplje | Metalurg Skoplje |               |
| Republičke lige                 | 1987./88. | Koper | Koper | Koper | Koper | Koper | Koper | Koper | Zagreb | Zagreb | Zagreb | Zagreb | Zagreb | Zagreb | Zagreb | Zagreb | Radnik Bijeljina | Radnik Bijeljina | Radnik Bijeljina | Radnik Bijeljina | Radnik Bijeljina | Radnik Bijeljina | Radnik Bijeljina | Bačka B. Palanka | Bačka B. Palanka | Bačka B. Palanka | Bačka B. Palanka | Bačka B. Palanka | Bačka B. Palanka | Bačka B. Palanka | Bačka B. Palanka | Zemun | Zemun | Zemun | Zemun | Zemun | Zemun | Zemun | Trepča K. Mitrovica | Trepča K. Mitrovica | Trepča K. Mitrovica | Trepča K. Mitrovica | Trepča K. Mitrovica | Trepča K. Mitrovica | Trepča K. Mitrovica | Trepča K. Mitrovica | Bokelj Kotor | Bokelj Kotor | Bokelj Kotor | Bokelj Kotor | Bokelj Kotor | Bokelj Kotor | Bokelj Kotor | Belasica Strumica | Belasica Strumica | Belasica Strumica | Belasica Strumica | Belasica Strumica | Belasica Strumica | Belasica Strumica | Belasica Strumica |               |
|                                 |           | MRL − Zapad | MRL − Zapad | MRL − Zapad | MRL − Zapad | MRL − Zapad | MRL − Zapad | MRL − Zapad | MRL − Zapad | MRL − Zapad | MRL − Zapad | MRL − Zapad | MRL − Zapad | MRL − Zapad | MRL − Zapad | MRL − Zapad | MRL − Sjever | MRL − Sjever | MRL − Sjever | MRL − Sjever | MRL − Sjever | MRL − Sjever | MRL − Sjever | MRL − Sjever | MRL − Sjever | MRL − Sjever | MRL − Sjever | MRL − Sjever | MRL − Sjever | MRL − Sjever | MRL − Sjever | MRL − Jug | MRL − Jug | MRL − Jug | MRL − Jug | MRL − Jug | MRL − Jug | MRL − Jug | MRL − Jug | MRL − Jug | MRL − Jug | MRL − Jug | MRL − Jug | MRL − Jug | MRL − Jug | MRL − Jug | MRL − Istok | MRL − Istok | MRL − Istok | MRL − Istok | MRL − Istok | MRL − Istok | MRL − Istok | MRL − Istok | MRL − Istok | MRL − Istok | MRL − Istok | MRL − Istok | MRL − Istok | MRL − Istok | MRL − Istok |               |
| Međurepubličke lige             | 1988./89. | Rudar Ljubija | Rudar Ljubija | Rudar Ljubija | Rudar Ljubija | Rudar Ljubija | Rudar Ljubija | Rudar Ljubija | Rudar Ljubija | Rudar Ljubija | Rudar Ljubija | Rudar Ljubija | Rudar Ljubija | Rudar Ljubija | Rudar Ljubija | Rudar Ljubija | Zemun | Zemun | Zemun | Zemun | Zemun | Zemun | Zemun | Zemun | Zemun | Zemun | Zemun | Zemun | Zemun | Zemun | Zemun | Iskra Bugojno | Iskra Bugojno | Iskra Bugojno | Iskra Bugojno | Iskra Bugojno | Iskra Bugojno | Iskra Bugojno | Iskra Bugojno | Iskra Bugojno | Iskra Bugojno | Iskra Bugojno | Iskra Bugojno | Iskra Bugojno | Iskra Bugojno | Iskra Bugojno | Mladost Lučani | Mladost Lučani | Mladost Lučani | Mladost Lučani | Mladost Lučani | Mladost Lučani | Mladost Lučani | Mladost Lučani | Mladost Lučani | Mladost Lučani | Mladost Lučani | Mladost Lučani | Mladost Lučani | Mladost Lučani | Mladost Lučani |               |
| Međurepubličke lige             | 1989./90. | Zagreb | Zagreb | Zagreb | Zagreb | Zagreb | Zagreb | Zagreb | Zagreb | Zagreb | Zagreb | Zagreb | Zagreb | Zagreb | Zagreb | Zagreb | Radnički Beograd | Radnički Beograd | Radnički Beograd | Radnički Beograd | Radnički Beograd | Radnički Beograd | Radnički Beograd | Radnički Beograd | Radnički Beograd | Radnički Beograd | Radnički Beograd | Radnički Beograd | Radnički Beograd | Radnički Beograd | Radnički Beograd | Mogren Budva | Mogren Budva | Mogren Budva | Mogren Budva | Mogren Budva | Mogren Budva | Mogren Budva | Mogren Budva | Mogren Budva | Mogren Budva | Mogren Budva | Mogren Budva | Mogren Budva | Mogren Budva | Mogren Budva | Bor | Bor | Bor | Bor | Bor | Bor | Bor | Bor | Bor | Bor | Bor | Bor | Bor | Bor | Bor |               |
| Međurepubličke lige             | 1990./91. | Zadar | Zadar | Zadar | Zadar | Zadar | Zadar | Zadar | Zadar | Zadar | Zadar | Zadar | Zadar | Zadar | Zadar | Zadar | Bečej | Bečej | Bečej | Bečej | Bečej | Bečej | Bečej | Bečej | Bečej | Bečej | Bečej | Bečej | Bečej | Bečej | Bečej | Čelik Zenica | Čelik Zenica | Čelik Zenica | Čelik Zenica | Čelik Zenica | Čelik Zenica | Čelik Zenica | Čelik Zenica | Čelik Zenica | Čelik Zenica | Čelik Zenica | Čelik Zenica | Čelik Zenica | Čelik Zenica | Čelik Zenica | Balkan Skoplje | Balkan Skoplje | Balkan Skoplje | Balkan Skoplje | Balkan Skoplje | Balkan Skoplje | Balkan Skoplje | Balkan Skoplje | Balkan Skoplje | Balkan Skoplje | Balkan Skoplje | Balkan Skoplje | Balkan Skoplje | Balkan Skoplje | Balkan Skoplje |               |
| Međurepubličke lige             | 1991./92. | Travnik | Travnik | Travnik | Travnik | Travnik | Travnik | Travnik | Travnik | Travnik | Travnik | Travnik | Travnik | Travnik | Travnik | Travnik | Novi Sad | Novi Sad | Novi Sad | Novi Sad | Novi Sad | Novi Sad | Novi Sad | Novi Sad | Novi Sad | Novi Sad | Novi Sad | Novi Sad | Novi Sad | Novi Sad | Novi Sad | Rudar Pljevlja | Rudar Pljevlja | Rudar Pljevlja | Rudar Pljevlja | Rudar Pljevlja | Rudar Pljevlja | Rudar Pljevlja | Rudar Pljevlja | Rudar Pljevlja | Rudar Pljevlja | Rudar Pljevlja | Rudar Pljevlja | Rudar Pljevlja | Rudar Pljevlja | Rudar Pljevlja | Jastrebac Niš | Jastrebac Niš | Jastrebac Niš | Jastrebac Niš | Jastrebac Niš | Jastrebac Niš | Jastrebac Niš | Jastrebac Niš | Jastrebac Niš | Jastrebac Niš | Jastrebac Niš | Jastrebac Niš | Jastrebac Niš | Jastrebac Niš | Jastrebac Niš |               |

- Hrvatski i slovenski klubovi napustili su jugoslavenska natjecanja u lipnju 1991., bosanskohercegovački u travnju 1992., a makedonski nekoliko mjeseci kasnije.
- Međurepublička liga Zapad 1991./92., sastavljena isključivo od bh. klubova, nije završena.

## Poveznice
- 1. savezna liga
- 2. savezna liga
- Slovenska republička liga
- Hrvatska republička liga
- Republička liga Bosne i Hercegovine
- Vojvođanska liga
- Prva srpska liga
- Kosovska liga
- Crnogorska republička liga
- Makedonska republička liga

## Vanjske poveznice
- HR nogomet
- FSG Zrenjanin
- ex YU fudbal